# Projet de la Baie-James
Au Québec (Canada), le projet de la Baie-James désigne une série d'aménagements hydroélectriques construits pour Hydro-Québec par la Société d'énergie de la Baie James dans le bassin versant de la Grande Rivière et d'autres rivières du Nord-du-Québec depuis 1973. La puissance installée des neuf centrales en service atteint 16 527 mégawatts (MW) à la fin de 2010. Deux centrales, Eastmain-1-A (768 MW) et de la Sarcelle (150 MW) portent la capacité du complexe à 17 445 MW en 2012. La puissance installée du complexe équivaut à celle de toutes les centrales électriques d'un pays comme la Belgique.
La construction du complexe hydroélectrique a nécessité d'importantes modifications au cours de plusieurs des principales rivières du nord du Québec. Au nord-est, le bassin supérieur de la rivière Caniapiscau et une partie du bassin de la Grande rivière de la Baleine sont dérivés vers La Grande Rivière par le détournement Laforge. Au sud-est, une partie des débits des rivières Sakami, Opinaca, Eastmain et Rupert alimentent le réservoir Robert-Bourassa et les nouvelles centrales de l'Eastmain.
Avec la plus récente dérivation en novembre 2009, les centrales du complexe La Grande comme il est officiellement nommé, bénéficient des apports d'eau d'un bassin versant aménagé d'une superficie légèrement supérieure à 200 000 km2 en additionnant les bassins de La Grande Rivière 96 430 km2, de la rivière Caniapiscau 36 880 km2, de la Grande rivière de la Baleine 1 710 km2, de la rivière Eastmain 40 275 km2 et de la Rupert 31 430 km2.
Les travaux d'aménagement se sont déroulés en trois phases. La première, de 1973 à 1985 comprenait l'aménagement des trois plus grandes centrales du complexe et les détournements Caniapiscau et Eastmain-Opinaca-La Grande (EOL). La seconde, réalisée entre 1987 et 1996, ajoutait cinq centrales, y compris la centrale La Grande-1, le suréquipement de La Grande-2 et trois centrales dans le secteur compris entre le réservoir de Caniapiscau et le réservoir de La Grande-4. La dernière, amorcée en 2002, consiste en l'aménagement de trois nouvelles centrales, Eastmain-1, Eastmain-1-A et de la Sarcelle, ainsi que dérivation Rupert.

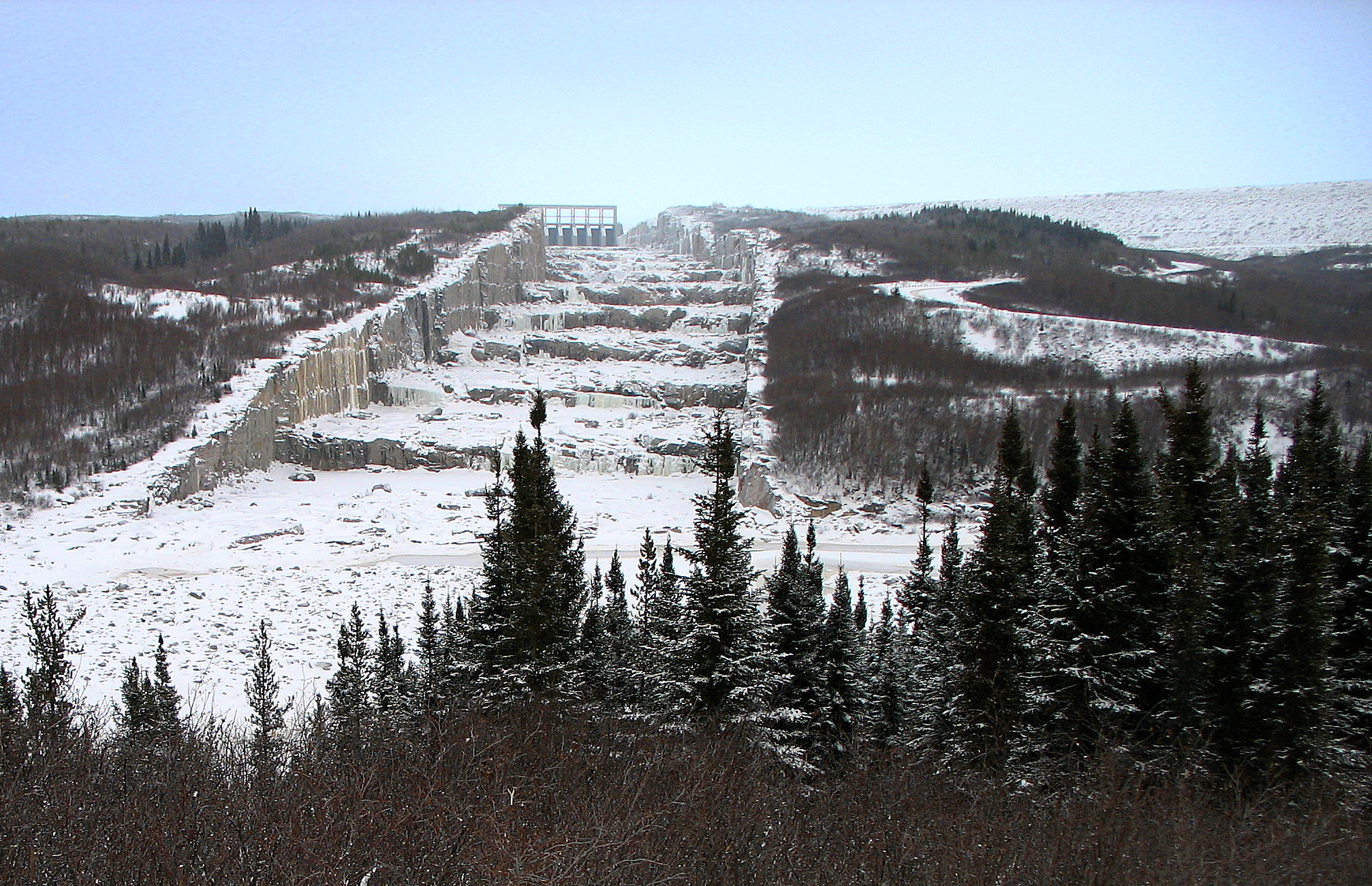
Évacuateur de crues du barrage Robert-Bourassa.

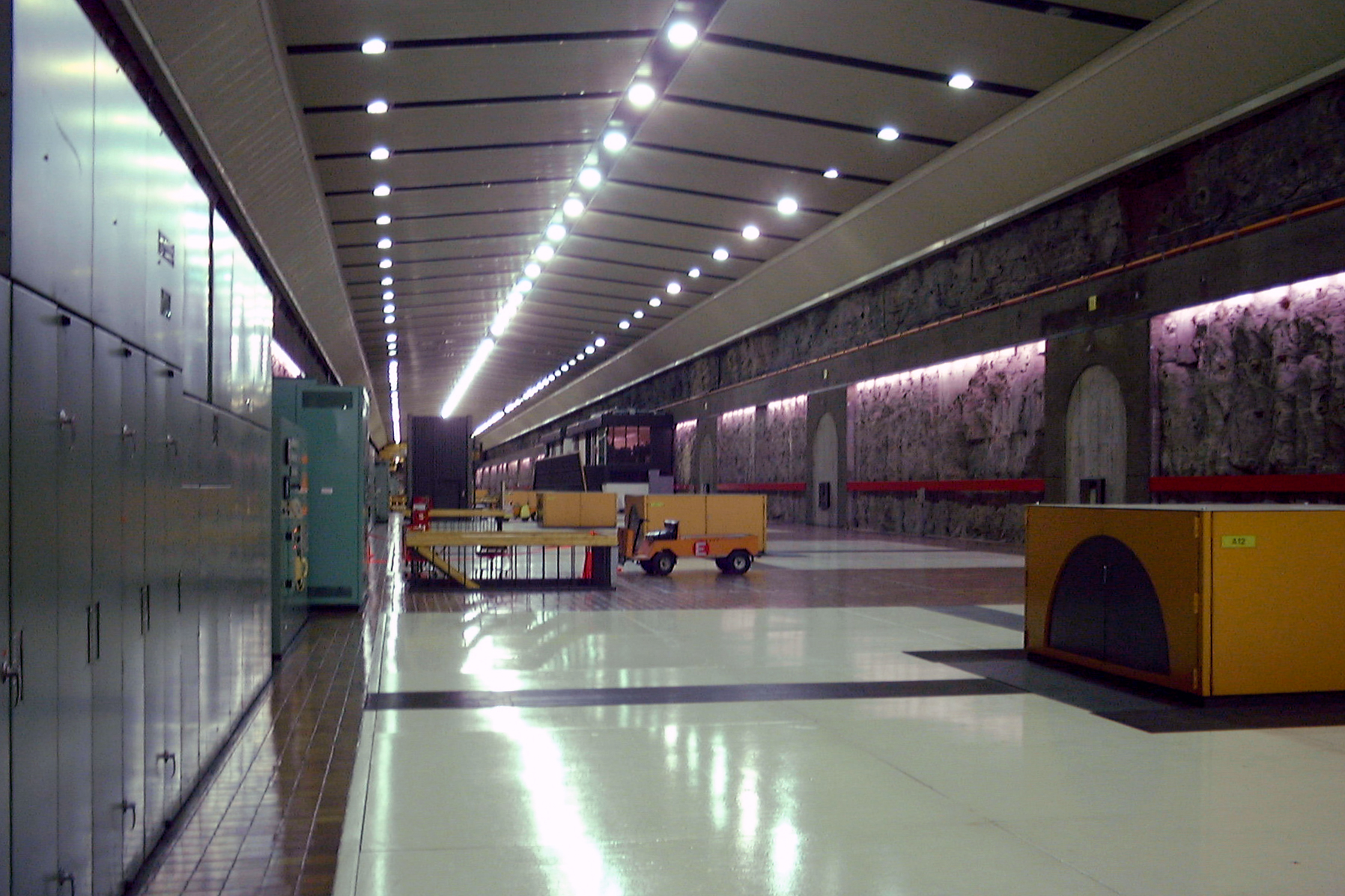
Intérieur de la centrale Robert-Bourassa.

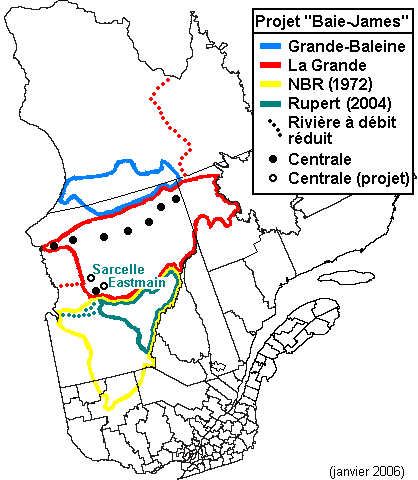
Projet de la Baie-James, 1972-2006.

## Situation géographique
La région de la Baie-James, ou Jamésie est un territoire de 350 000 km2 — équivalent à 20 % du territoire du Québec ou aux deux tiers de la superficie de la France — bordé par les 49e  et   55e parallèles de latitude Nord, par la baie James à l’ouest et la ligne de partage des eaux entre les bassins versants de la baie James et du fleuve Saint-Laurent à l'est. Le relief de la région est peu prononcé et se compose de trois régions : une plaine côtière de 150 km, un plateau ondulé qui atteint une élévation maximale de 400 m et les monts Otish à l'est du territoire, dont les sommets atteignent de 900 à 1 100 m.
Le territoire fait partie du Bouclier canadien et repose sur un socle de roches ignées et métamorphiques datant du précambrien. Le relief a été façonné par les glaciations, dont la plus récente s'est terminée il y a moins de 6 000 ans. Le retrait des glaciers a laissé plusieurs dépôts de matériaux meubles : de la moraine, de l'argile silteuse et des sables fins. Le processus normal d'érosion a ensuite façonné le réseau hydrographique actuel.
La sismicité naturelle du territoire est faible. Un tremblement de terre d'une magnitude de 5 à l'échelle de Richter est survenu en 1941 ; son épicentre était situé à environ 150 km de la centrale LG-3. On a cependant mesuré des épisodes de sismicité induite lors du remplissage des réservoirs. Ainsi, le remplissage du réservoir de LG-3 a provoqué des tremblements de terre dans une région située à 50 km en amont du barrage principal. Une de ces secousses a atteint une magnitude proche de 4 en 1983.
Le climat de la région est de type subarctique. Les hivers sont longs et durent, en moyenne, du 22 octobre au 4 mai. Les étés sont courts et doux ; la température y atteint en moyenne 13,6 °C en juillet, alors qu'elle descend à −22,9 °C en janvier. La région enregistre des précipitations moyennes de 765 mm par année, dont un tiers sous forme de neige. Les plus fortes précipitations mensuelles se produisent en été et l'épaisseur de neige en hiver varie de 50 à 100 cm. Il s'agit de précipitations nettement moindres que celles enregistrées à Montréal, qui reçoit une moyenne annuelle de 1 050 mm.

## Historique

### Explorations
Bien que la Commission des eaux courantes de Québec ait procédé à des études pour évaluer le potentiel des rivières du nord du Québec en 1914 et 1934, les premières études sur l'aménagement des rivières de la baie James sont effectuées dans les années 1950 par l'équipe dirigée par H. M. Finlayson pour le compte de la Shawinigan Water and Power Company. À cette époque, les responsables de la Shawinigan exploraient la possibilité de détourner des eaux qui se jettent dans la baie James, vers le Saint-Maurice et le bassin hydrographique du Saint-Laurent.
En achetant la Shawinigan en 1963, Hydro-Québec devient l'employeur de Finlayson et hérite de ses études préliminaires sur le potentiel hydroélectrique des rivières de la Baie-James,. Finlayson publie en 1964 une étude sur le potentiel des rivières du Québec septentrional, laquelle est suivie d'une série d'études du service des avant-projets de la société d'État.
À compter de 1967, on s'intéresse particulièrement aux trois rivières du sud du territoire, les rivières Nottaway, Broadback et Rupert. Connu sous le nom de complexe NBR, des études recommandent la dérivation des deux premières rivières dans la Rupert, sur laquelle seraient érigées sept centrales hydroélectriques d'une puissance combinée de 5 500 mégawatts.

### Le projet du siècle

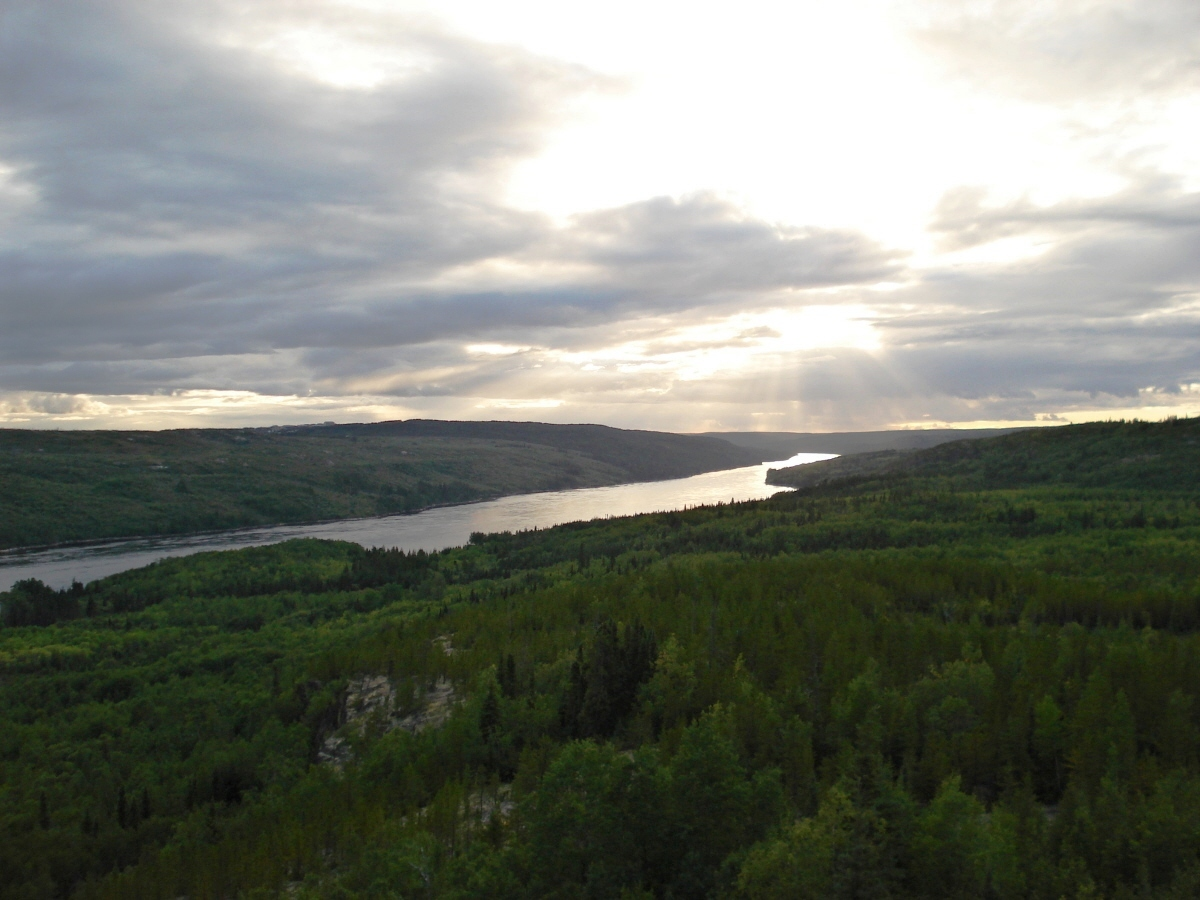
La rivière La Grande, près de Radisson.

Au tournant des années 1970, Hydro-Québec appréhende une augmentation de la demande de 10 000 MW au cours des dix prochaines années. Les mises en service prévues au complexe Manic-Outardes et à la centrale de Churchill Falls étant insuffisantes pour répondre à la demande prévue en 1980, les pouvoirs publics doivent choisir entre le développement de l'hydroélectricité ou la construction de centrales nucléaires.
Les partisans des deux camps y vont de leurs arguments et le débat se transporte à l'Assemblée nationale du Québec, le 16 décembre 1969. Attentif, le député de Mercier et candidat à la direction du Parti libéral du Québec, Robert Bourassa questionne le commissaire Robert A. Boyd au sujet des plans d'Hydro-Québec afin de répondre à la demande prévue. Comme Roland Giroux, nouvellement nommé à titre de président, Boyd favorise l'hydroélectricité et sa réponse est sans équivoque: «Ce sera la Baie James».
Bourassa fait sienne l'idée de développer le potentiel hydroélectrique du Nord et remporte le congrès à la direction libérale. Quelques mois plus tard, il mène son parti à la victoire lors de l'élection générale du 29 avril 1970 et place le développement de la Baie James parmi ses priorités.
En octobre 1970, le service des projets d'Hydro-Québec et deux firmes d'ingénieurs externes, Asselin, Benoît, Boucher, Ducharme et Lapointe (ABBDL) et Rousseau, Sauvé, Warren (RSW) de Montréal reçoivent le mandat de préparer des études de faisabilité des complexes NBR, Eastmain et La Grande. C'est à l'insistance d'un des associés de RSW et ancien ingénieur-chef d'Hydro-Québec, François Rousseau, que l'aménagement de La Grande Rivière est ajouté à la liste des projets évalués.
Le 29 avril 1971, Robert Bourassa profite d'un rassemblement partisan au petit Colisée de Québec pour dévoiler ce qu'on qualifiera de «projet du siècle», le développement du potentiel hydroélectrique de la région de la Baie James au coût de «cinq ou six milliards de dollars».

### Décisions
Lorsque Robert Bourassa annonce la construction du projet de la Baie James, le premier ministre prend bien soin de ne pas préciser les rivières sur lesquelles le complexe serait érigé. Une nouvelle série d'études sont commandées en 1971 pendant que l'Assemblée nationale discute du projet de loi 50 qui créée la Société de développement de la Baie James, un organisme paragouvernemental chargé d'administrer le développement du territoire sur le modèle de la Tennessee Valley Authority.
Parmi les opposants à la loi figure Hydro-Québec, qui accepte mal de ne pas avoir carte blanche pour mener à bien l'aménagement hydroélectrique sur le territoire visé par le projet de loi. Cette situation est résolue en décembre 1971 avec la création de la Société d'énergie de la Baie James (SEBJ), une filiale de la SDBJ dont Hydro-Québec détient la majorité des actions. La SEBJ deviendra une filiale à 100 % d'Hydro-Québec à compter de 1978.
La décision finale de construire le complexe sur La Grande Rivière a été prise en mai 1972, une fois que les ingénieurs eurent déterminé que les coûts actualisés de NBR seraient plus élevés en raison de la présence de sols argileux plutôt qu'une solide assise de roc, comme à La Grande.

### Le jugement Malouf et l'arrêt temporaire des travaux
Le 15 novembre 1973, le juge Albert Malouf de la Cour supérieure du Québec émet une injonction interlocutoire contre le gouvernement du Québec dirigé par Robert Bourassa afin qu'il cesse tous travaux de construction des chantiers de la Baie-James, et ce, suivant une action en justice menée par les Cris du Québec, mécontents de voir ces projets changer irrémédiablement leur mode de vie. Le procès, débuté en novembre 1972, fait entendre un total de 167 témoins.

#### Origine du jugement
L’origine du jugement est une demande d'injonction déposée par des Cris du Québec devant la Cour supérieure afin de faire cesser les travaux reliés au projet hydroélectrique de la Baie-James, au motif qu'ils portent atteinte aux droits traditionnels des Cris comme la trappe, la chasse et la pêche. Une ordonnance d'injonction interlocutoire est émise et cause la suspension des travaux, dans l'attente qu'une décision finale de la Cour se prononce sur la demande principale par laquelle les Cris recherchent notamment une injonction permanente pour faire définitivement cesser les travaux.
Les Cris revendiquaient le territoire où démarrait le projet du siècle selon les membres du gouvernement libéral de Robert Bourassa. Pour saisir l’enjeu, il faut comprendre que les Cris sont les descendants des peuples qui habitaient le territoire de la Baie-James depuis plus de 8 000 ans. La preuve est administrée avec le dépôt de plusieurs registres de baptêmes, de mariages et de sépultures. Les Cris soutiennent que le gouvernement du Québec ne peut sans autorisation développer de projets sur des territoires qui appartiennent aux Cris. La notion de la propriété du territoire est toutefois perçue différemment du côté du gouvernement québécois. Les Cris sont convaincus que personne ne peut développer, voire exploiter, leur territoire sans redevances, mais le gouvernement québécois tente de prouver le contraire. Pourtant, selon la Loi à l’effet d’étendre les frontières de la Province de Québec de 1912, le gouvernement Bourassa s’engageait à reconnaître les droits des habitants sauvages. Le juge Malouf conclut que les autochtones ont démontré qu'il y avait apparence de droit quant à leurs droits ancestraux et à leur propriété.  

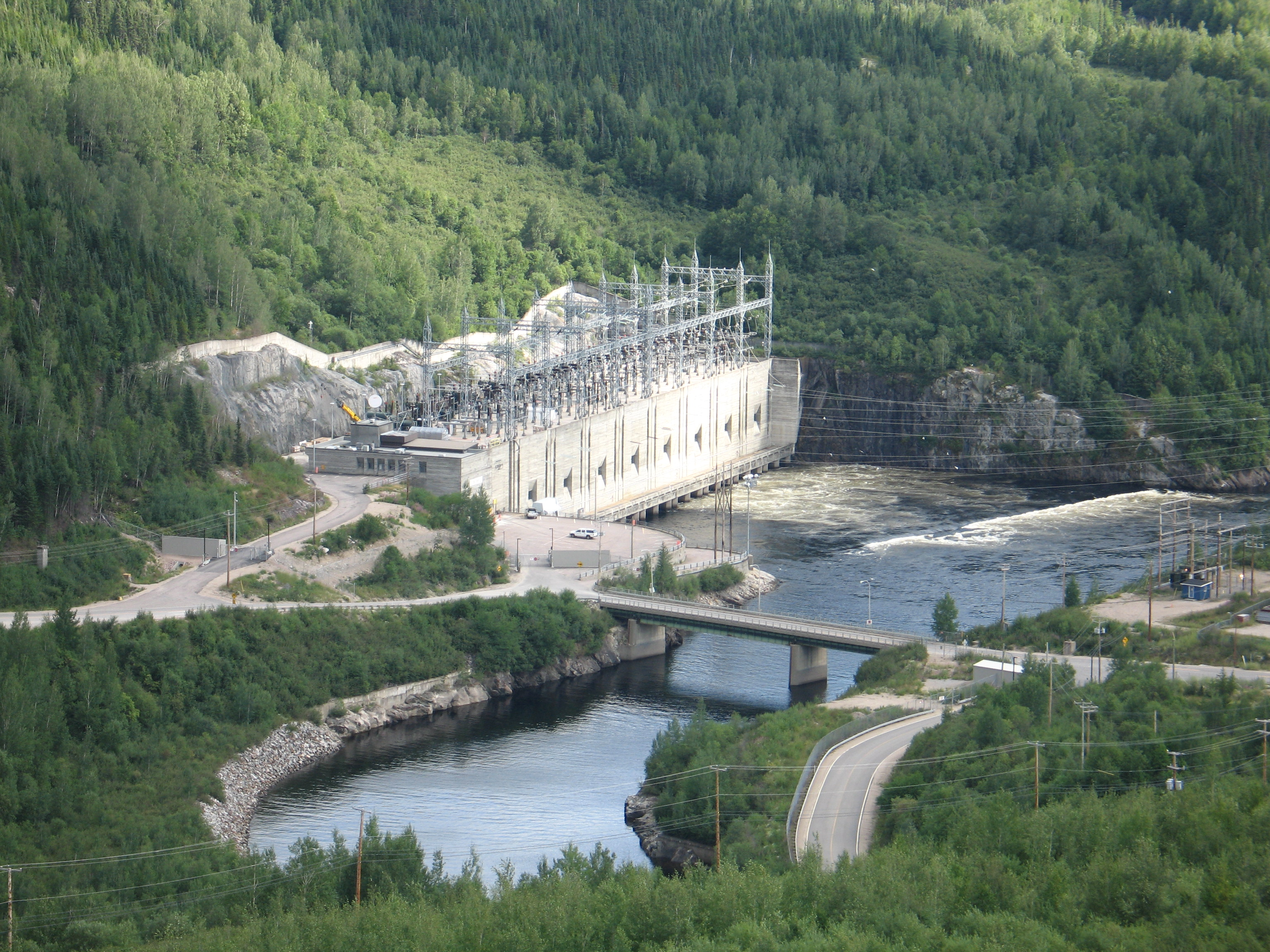
Centrale Manic-5

Le juge Malouf devait mesurer les dommages entraînés par les travaux entrepris par Hydro-Québec sur le mode de vie des Cris habitant sur ce territoire. En effet, plusieurs experts venus témoigner devant la cour affirmaient que la construction du barrage, entreprise dans le cadre des travaux de la Baie-James, avait déjà chamboulé la faune et la flore du territoire et continuerait de le faire dans de plus grandes proportions. Certaines rivières se verraient détournées, d’autres auraient un débit considérablement réduit ou augmenté. Il y aurait des inondations sur les territoires entourant les lacs et les rivières affectés. La faune établie sur le territoire serait diminuée de façon significative. Tout l’écosystème et le mode de vie des Cris, qui a pris 8 000 ans à se développer, serait grandement affecté. Les Cris ne seraient donc plus en mesure de chasser, trapper et de pêcher dans les territoires affectés par ces changements. Bien que les défendeurs argumentaient en disant que les Cris obtiendraient un gain économique, causé par la mise en valeur plus efficace du territoire, le juge trancha en faveur des Cris,. Le juge Albert Malouf fut convaincu que, malgré les précautions prises par les dirigeants d’Hydro-Québec, les conséquences des travaux de la Baie-James seraient fortement ressenties par les Cris. Il ordonna donc « de cesser, de se désister et de s’abstenir immédiatement de poursuivre les travaux, opérations et projets dans le territoire […] incluant la construction de routes, barrages, digues et des travaux connexes ». Il ordonna aussi « de cesser, de se désister et de s’abstenir de s’ingérer de quelque façon que ce soit dans les droits des requérants, de violer leurs droits de propriété et de causer des dommages à l’environnement et aux ressources naturelles dudit territoire ».

#### Un jugement renversé
Cette décision historique prononcée en faveur des autochtones sera rapidement renversée puisque la Cour d'appel du Québec annula la décision du juge Malouf. Malgré ce renversement, le jugement Malouf changea radicalement les rapports entre les Autochtones et l’État québécois, reconnut les droits ancestraux des autochtones sur le territoire québécois et pava la voie aux négociations de la Convention de la Baie James,.

## Phase I
La construction de la première phase du projet de la Baie James, aussi connu sous le nom de Complexe La Grande se déroule de mai 1973 à décembre 1985. Le plan retenu s'articule autour de trois grandes centrales construites sur La Grande Rivière — La Grande-2, La Grande-3 et La Grande-4 —, dont le débit est augmenté par deux détournements principaux, celui des rivières Eastmain et Opinaca au sud et celui de la rivière Caniapiscau à l'est.
Le bassin aménagé couvre une superficie totale de 175 295 km2, ce qui est légèrement inférieur à la superficie de 177 430 km2 inscrite à la Convention de la Baie James et du Nord québécois.
Les paramètres définitifs de la phase 1 du complexe n'ont été connus qu'en 1978. La phase 1 comprend les trois centrales déjà en construction et rajuste la puissance installée totale à 10 282 MW, pour une production annuelle de 82,2 TWh. Mais le plan reporte à une étape ultérieure la construction de la centrale La Grande-1, qui serait construite en aval de l'endroit qui avait été convenu avec les Cris en 1975. Hydro-Québec décide aussi de suréquiper le complexe en installant des groupes supplémentaires à La Grande-3 (2 pour un total de 12) et La Grande-4 (1 pour un total de 9). Cette évolution du projet est dictée par la croissance de la demande en puissance, qui augmente plus rapidement que la demande en énergie.
La mise en service du premier groupe à La Grande-2, le 27 octobre 1979, fut suivie par celle de La Grande-3 entre le 10 juin 1982 et le 29 janvier 1984 et de La Grande-4 en 1984-1985,. Le coût total de la première phase, incluant les intérêts courus sur la dette pendant la construction s'élève à 10,6 milliards $ pour les installations et de 3,1 milliards $ pour les lignes à haute tension reliant le complexe aux centres de consommation du sud du Québec.

### Infrastructures

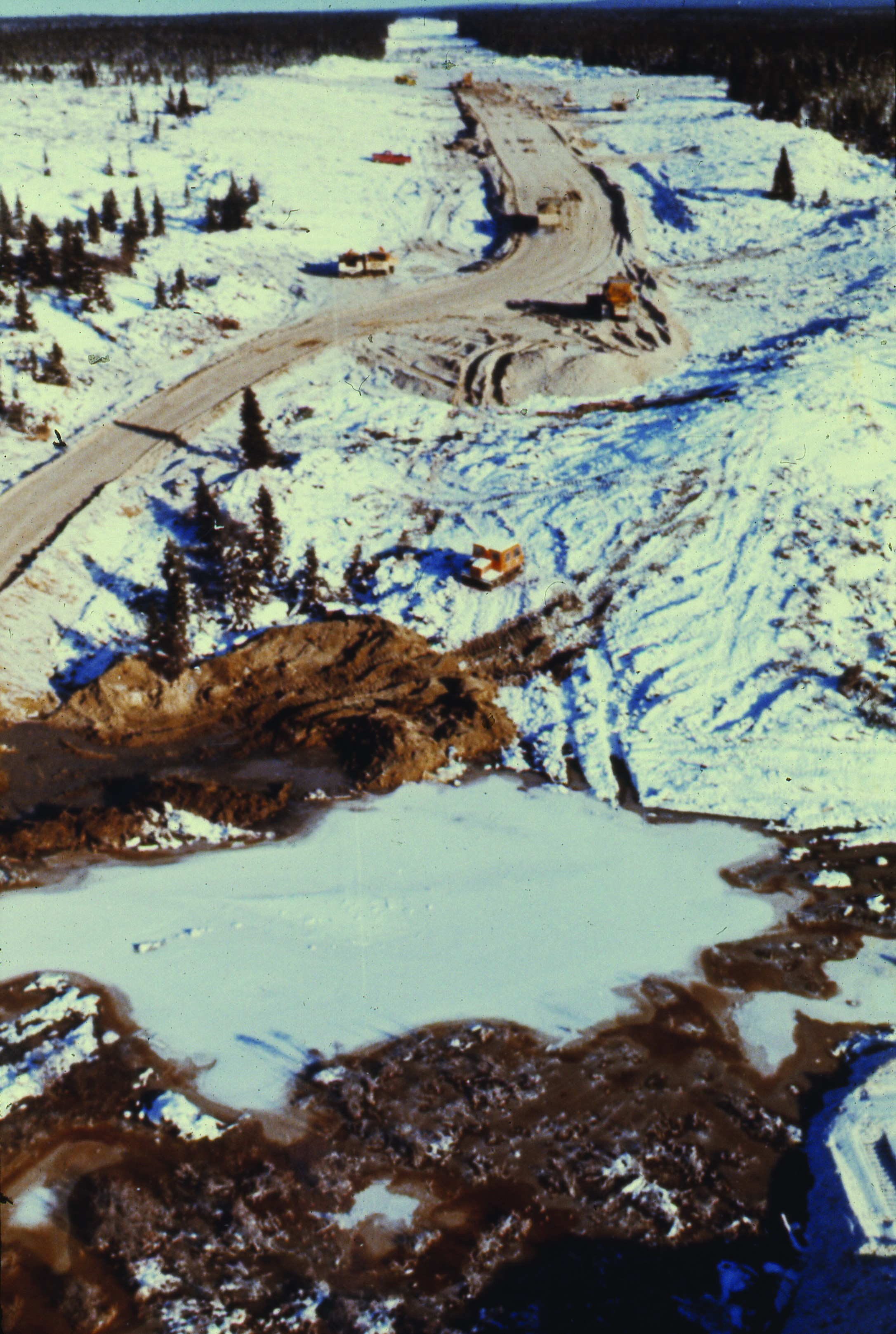
Construction de la route de la Baie James en 1972.

Le premier jalon de la construction du projet a été posé en juin 1971 dans la petite ville minière de Matagami, située à 630 km au sud de la Grande Rivière. La firme d'ingénieurs Desjardins, Sauriol et Associés reçoit le mandat de construire une route carrossable vers La Grande Rivière et ensuite vers le village de Fort George, sur la côte de la baie James. Le délai imparti est particulièrement court : 450 milles (750 km) en 450 jours.
Le maître d'œuvre doit d'abord déployer des équipes d'arpenteurs et de bûcherons afin de délimiter le tracé de la route permanente. Ces quelques centaines d'hommes seront déployés au milieu de la forêt boréale en hydravion ou en hélicoptère. Ils devront d'abord aménager des campements de fortune avant de se mettre au travail. Les conditions de vie des travailleurs, qui passent des périodes de 45 à 60 jours dans le bois, sont difficiles. Selon la saison, ils doivent affronter la présence des mouches noires ou le froid intense. Malgré les salaires, « il faut engager en gros 1 500 hommes pour en avoir 500 sur le terrain ».
Parallèlement à ce tracé, une route de glace est construite pour déplacer les équipements et le matériel nécessaire vers le nord. Le projet atteint son premier objectif avec la mise en service, le 11 février 1972, d'un pont de glace de 555 m qui traverse la rivière Rupert,. La route temporaire atteint la Grande Rivière en décembre 1972 et permet de répondre aux besoins logistiques minimaux nécessaires pour engager les travaux ainsi que la construction des infrastructures nécessaires afin de loger et de nourrir les milliers de travailleurs qui se succéderont au cours des dix prochaines années.
La route permanente, temporairement recouverte de gravier, sera officiellement ouverte le 20 octobre 1974. Elle sera complètement asphaltée au cours des deux années suivantes. L'ensemble des travaux a coûté 348 millions $.

### Aménagements hydroélectriques

#### Robert-Bourassa (La Grande-2)

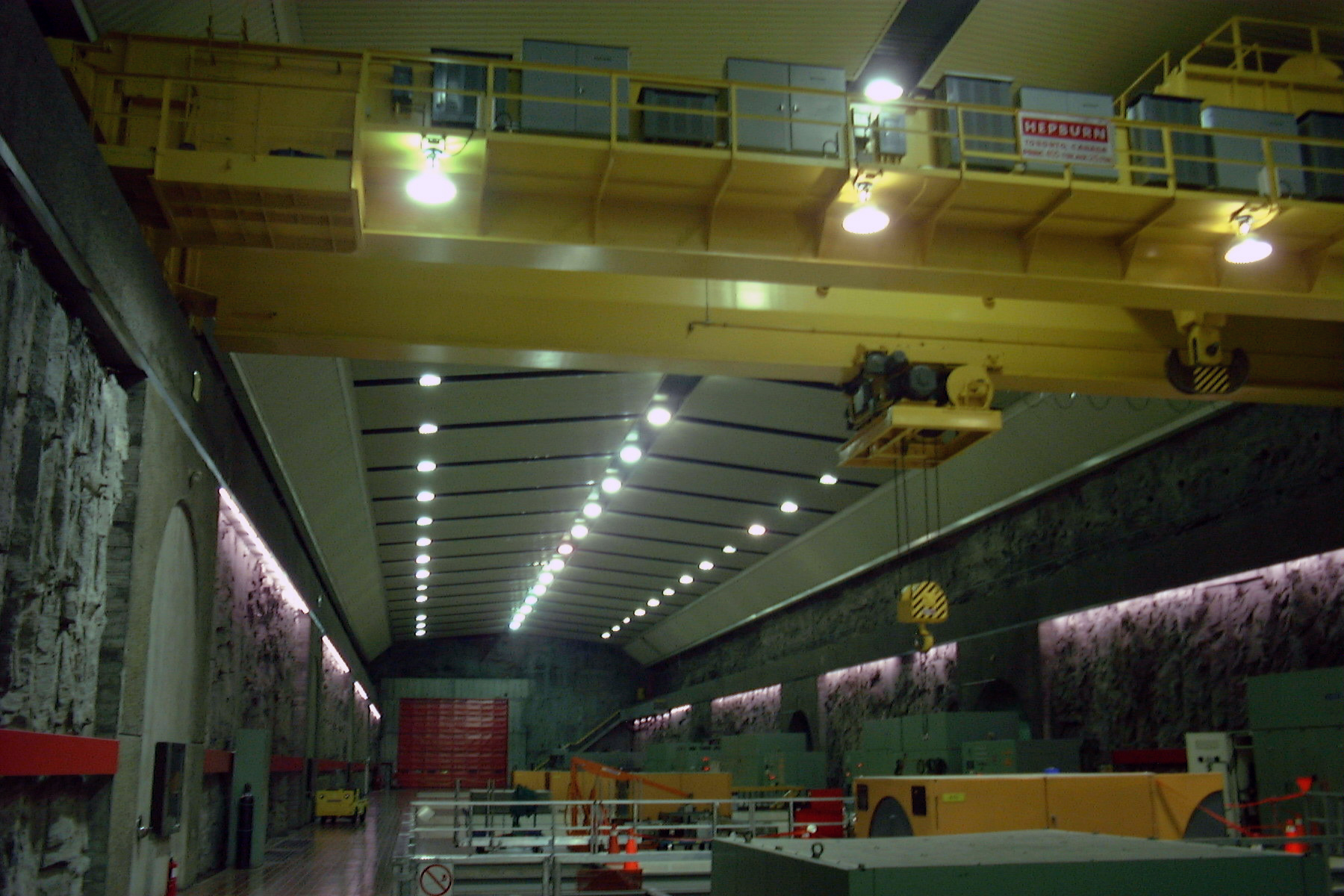
L'intérieur de la centrale Robert-Bourassa.

L'aménagement Robert-Bourassa, anciennement La Grande-2 (LG-2), fut la première partie du complexe à être construite entre mai 1973 et décembre 1981. La centrale, le barrage et le réservoir ont été renommés deux semaines après le décès de Robert Bourassa, en octobre 1996.
Le barrage principal est un ouvrage en remblais long de 2 836 m et d'une hauteur maximale de 162 m. Il est situé à 117,5 km de l'embouchure de La Grande Rivière. Le réservoir Robert-Bourassa, d'une superficie de 2 835 km2 est fermé par le barrage principal et une série de 29 digues. Les ouvrages de retenue maintiennent le réservoir à un niveau se situant entre 167,6 m et 175,3 m, pour former une réserve utile maximale de 19,365 milliards de mètres cubes.

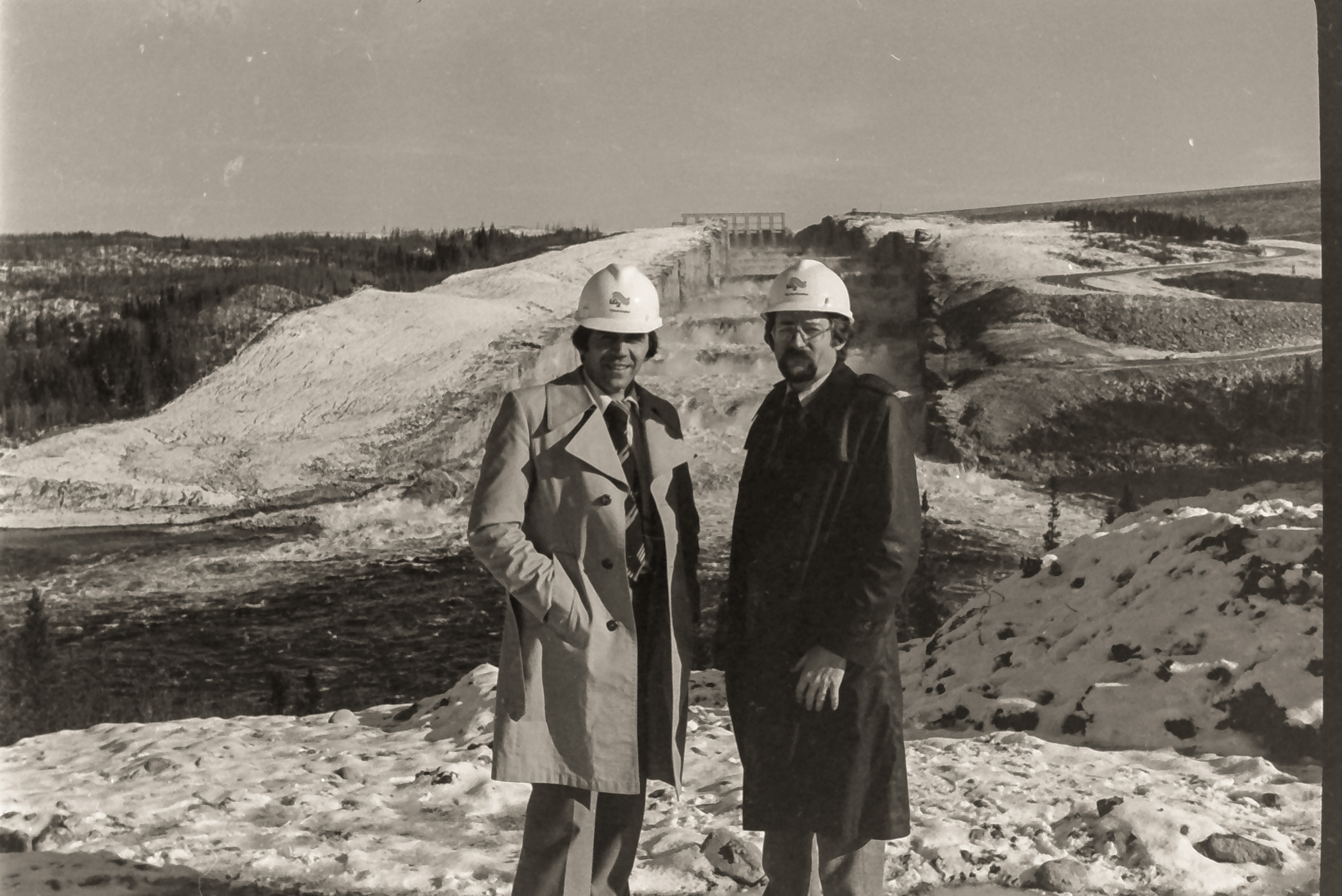
Francois Gendron, député Abitibi-Ouest et Jean-Paul Bordeleau, député Abitibi-Est devant l'évacuateur de crue de LG-2, lors de l'inauguration du complexe hydroélectrique. Octobre 1979.

La centrale Robert-Bourassa a été aménagée dans une caverne de roc à 6 km en aval du barrage. Creusée à 137,2 m sous le niveau du réservoir, la centrale abrite 16 turbines Francis d'une puissance nominale de 333 MW pour une puissance installée originale de 5 328 MW. Les groupes sont alimentés par des conduites forcées individuelles à partir d'une prise d'eau construite dans une vallée secondaire. Les dimensions de sa centrale souterraine (483 mètres de long, 22 mètres de large et 45 mètres de haut) en font la plus grande du monde.
Après six ans de travaux, elle a été inaugurée par le premier ministre du Québec, René Lévesque, le 27 octobre 1979, six mois avant l'échéance prévue. Trois groupes ont été mis en service dès 1979 alors la mise en service des autres groupes s'étale sur plus de deux ans, le 16e et dernier groupe étant transféré à l'exploitation en décembre 1981.

#### La Grande-3
Construit entre 1976 et 1983, l'aménagement La Grande-3 est situé à 238 km de l'embouchure de La Grande Rivière. L'ouvrage principal, d'une longueur de 4 km, est constitué de deux barrages construits en sections qui chevauchent une île rocheuse qui divise la rivière en deux bras à cet endroit. Un évacuateur de crues de type saut à ski est installé au centre de l'île et sert de trait d'union entre les barrages Nord et Sud. Il possède une capacité d'évacuation de 10 000 m3/s au niveau maximum d'exploitation de 256 m.
Une série de 67 digues de dimensions variables ferment un réservoir d'une superficie de 2 420 km2
au niveau maximum d'exploitation. La réserve utile du réservoir La Grande-3 atteint 25,2 milliards de mètres cubes.
La centrale a été construite en surface, au pied du barrage Sud en rive gauche. Elle est équipée de 12 groupes alimentés par autant de conduites forcées souterraines. La hauteur de chute nominale de la centrale est de 79,2 m. La centrale a été conçue pour turbiner un débit d'équipement de 3 262 m3/s et sa production d'énergie s'établit en moyenne à 12,3 TWh, pour un facteur d'utilisation de 62 %.
La construction de deux groupes supplémentaires aux 10 initialement prévus fait suite aux changements brutaux du profil prévu de la demande électrique constatée dès 1978. Constatant l'évolution plus rapide que la demande en puissance augmentait plus rapidement que la demande d'énergie, Hydro-Québec demande à la SEBJ de construire des suréquipements aux centrales LG-3 (deux groupes) et LG-4 (un groupe) dans le cadre de la redéfinition du projet mise en œuvre à compter de la même année. Ce réalignement des priorités d'Hydro-Québec s'inscrit en conformité avec la première politique énergétique québécoise, Assurer l'avenir

#### La Grande-4

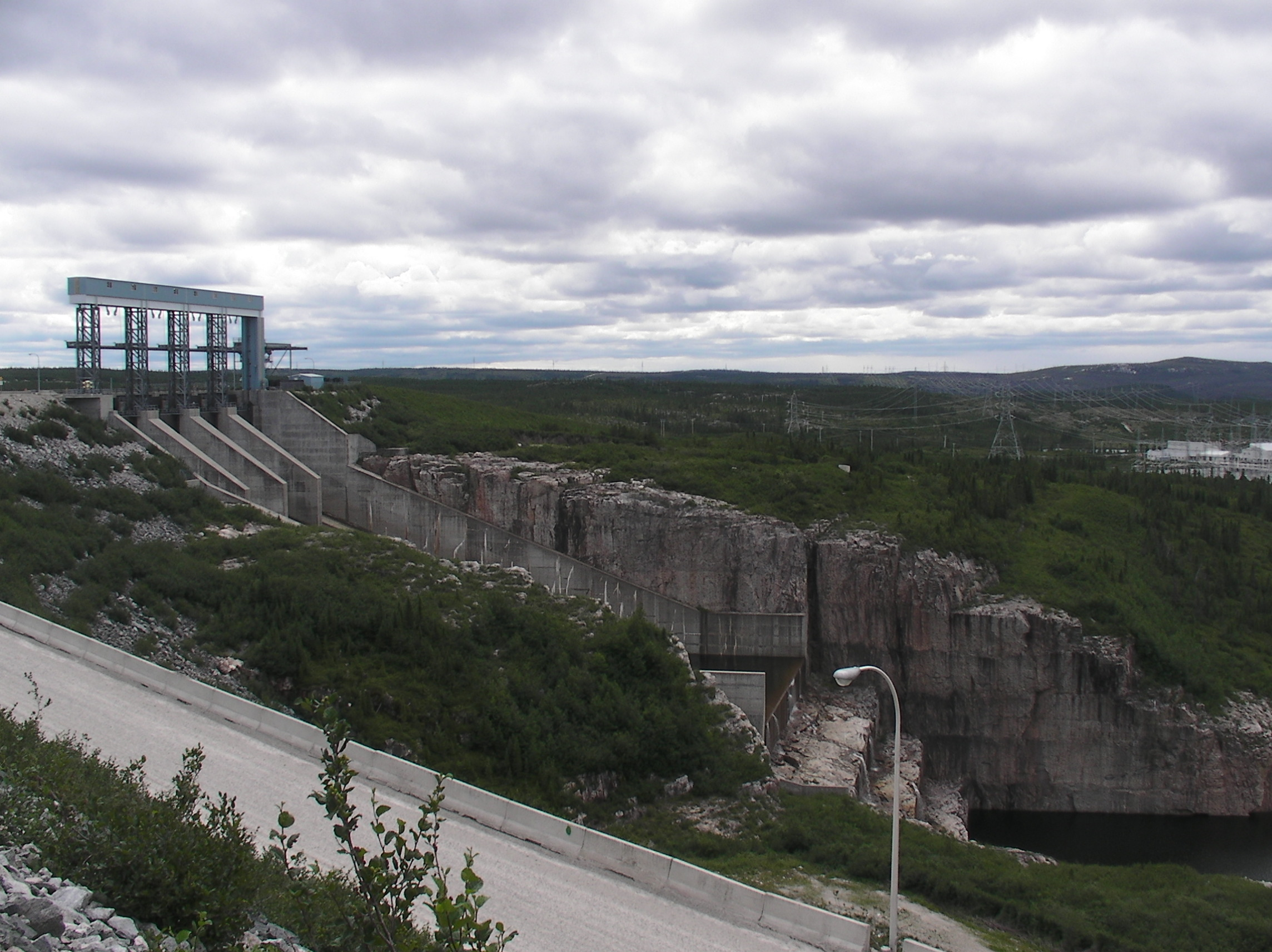
L'évacuateur de crues de l'aménagement La Grande-4.

L'aménagement de La Grande-4 est situé à 463 km de l'embouchure de La Grande Rivière. Il se distingue des autres sites aménagés dans le cadre de la phase 1 en raison du petit nombre d'ouvrages de retenue situés dans une zone relativement peu étendue.
Le barrage principal, haut de 125 m ferme une vallée encaissée. La retenue du réservoir, d'une superficie de 765 km2, est complétée par une série de 10 digues à son extrémité sud-est. Un évacuateur de crues de type saut à ski d'une capacité maximale de 7 335 m3/s a été aménagé en rive gauche.
La centrale La Grande-4 est construite en surface dans une excavation profonde au pied du barrage. Elle est équipée de 9 turbines Francis d'une puissance de 300 MW opérant sous une chute nominale de 116,7 m pour une puissance installée initiale de 2 650 MW. Les turbines sont alimentées par des conduites forcées reliées à une prise d'eau construite dans le réservoir à 50 m en amont du barrage sur une butte rocheuse.

### Le détournement Caniapiscau

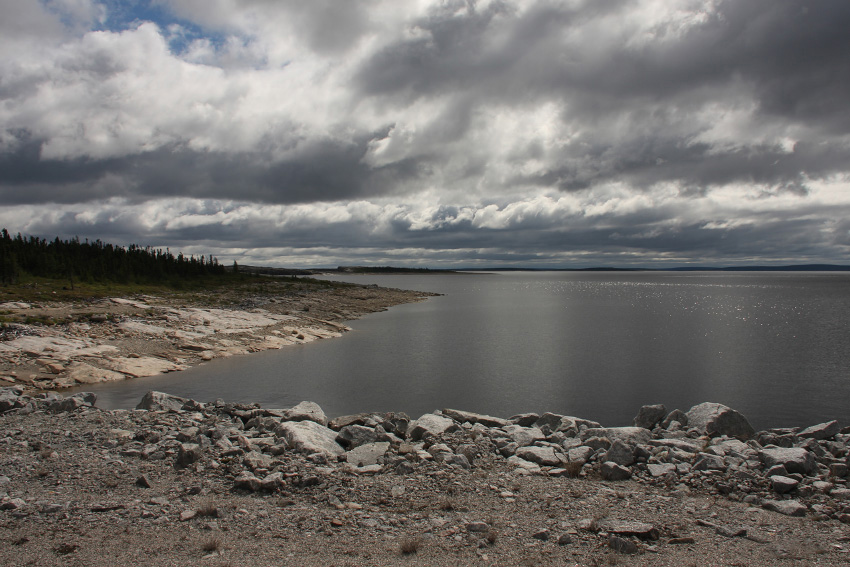
Le réservoir de Caniapiscau.

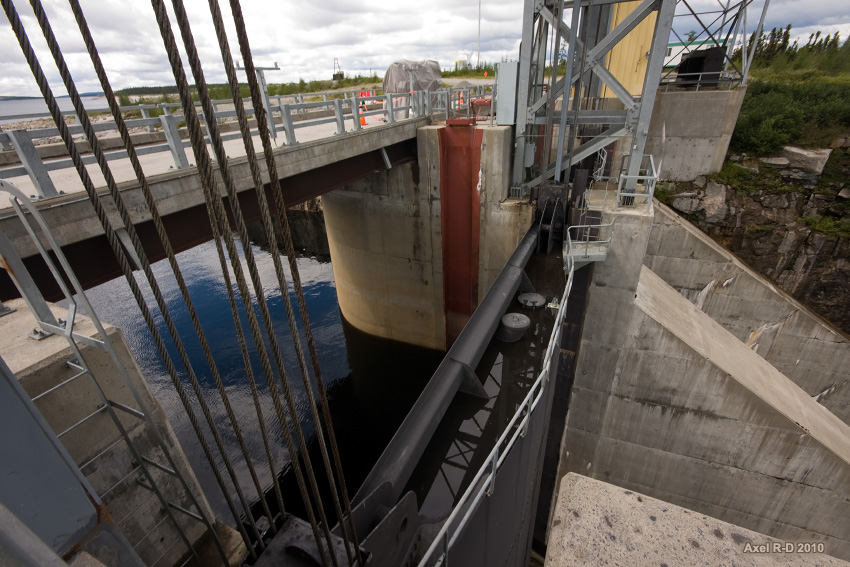
Les vannes de l'évacuateur de crues de Duplanter.

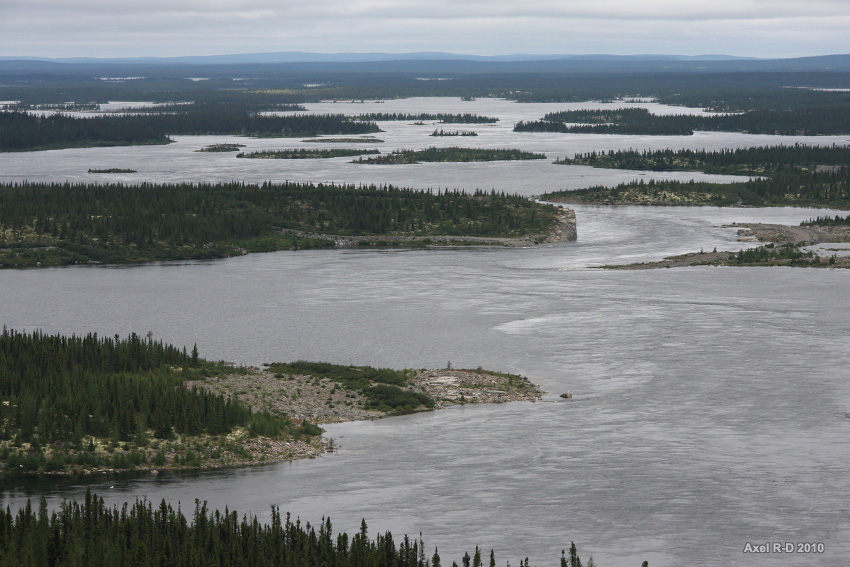
Le bassin Fontanges, en aval de la centrale de Brisay.

Le détournement de la rivière Caniapiscau constitue la tête du complexe La Grande. Situé dans l'est du territoire, il est formé de deux parties distinctes: le réservoir de Caniapiscau, d'une superficie de 4 275 km2 et le détournement Laforge, un parcours des eaux qui relie la sortie du réservoir au réservoir de La Grande-4, sur une distance de 230 km.
Le réservoir de Caniapiscau joue un double rôle. Il permet d'abord de rehausser le niveau d'eau de la rivière Caniapiscau afin de détourner les apports d'eau de son bassin supérieur vers les installations hydroélectriques du complexe en plus de créer une retenue de grande capacité qui facilite la régulation interannuelle des eaux. Avec une superficie de 4 275 km2 et une réserve utile maximale de 39,070 milliards de mètres cubes, le réservoir de Caniapiscau est la plus grande étendue d'eau douce au Québec. Les niveaux d'exploitation minimum et maximum du réservoir sont fixés à 522,6 m et 535,5 m.
Le réservoir est contrôlé par deux ouvrages hydrauliques. Le premier est situé au nord du réservoir, dans la région du lac Duplanter. Il consiste en deux barrages et un évacuateur de crues d'une capacité de 3 340 m3/s au niveau d'exploitation maximum, et permet de déverser les surplus d'apports vers le bassin inférieur de la Caniapiscau et ultimement vers la baie d'Ungava, à l'extrémité nord-est du Québec. À 80 km au sud-ouest, l'ouvrage régulateur Brisay permet de contrôler les débits soutirés du réservoir, qui peuvent varier de 650 à 1 130 m3/s, en fonction du niveau du réservoir.
En aval de l'ouvrage régulateur Brisay, l'eau emprunte le bassin de la rivière Fontanges, dans la partie supérieure du bassin versant de la Grande rivière de la Baleine pour rejoindre la tête de bassin de la rivière Laforge. L'eau emprunte ensuite cet affluent de la Grande Rivière pour se déverser dans le réservoir La Grande-4.

### Le détournement EOL
Le détournement Eastmain-Opinaca-La Grande (EOL) désigne une série d'ouvrages nécessaires au détournement de la rivière Eastmain et de ses deux principaux affluents, les rivières Opinaca et Petite Opinaca et leur dérivation vers le bassin versant de La Grande Rivière. L'élément clé de ce complexe est la création d'un réservoir de 1 040 km2 à partir du lac Opinaca afin de l'élever pour qu'il se déverse naturellement dans le bassin de La Grande Rivière, dont la ligne de partage des eaux est adjacente.
La création du réservoir Opinaca a nécessité la construction de 11 barrages en enrochement, de deux évacuateurs de crues sur les rivières Eastmain et Opinaca et de l'ouvrage régulateur La Sarcelle. Cet aménagement sert de verrou contrôlant le dispositif de transfert des eaux d'un bassin versant à l'autre.
L'eau détournée du bassin de l'Eastmain suit ensuite un réseau d'écoulement formé du lac Boyd, de la rivière Boyd, du lac Sakami et de la rivière Sakami, sur une distance de 135 km entre l'ouvrage régulateur de La Sarcelle et l'embouchure de la rivière Sakami, qui se jette dans le réservoir Robert-Bourassa, à 90 km en amont de la centrale du même nom.

### Réseau de transport de la Baie James

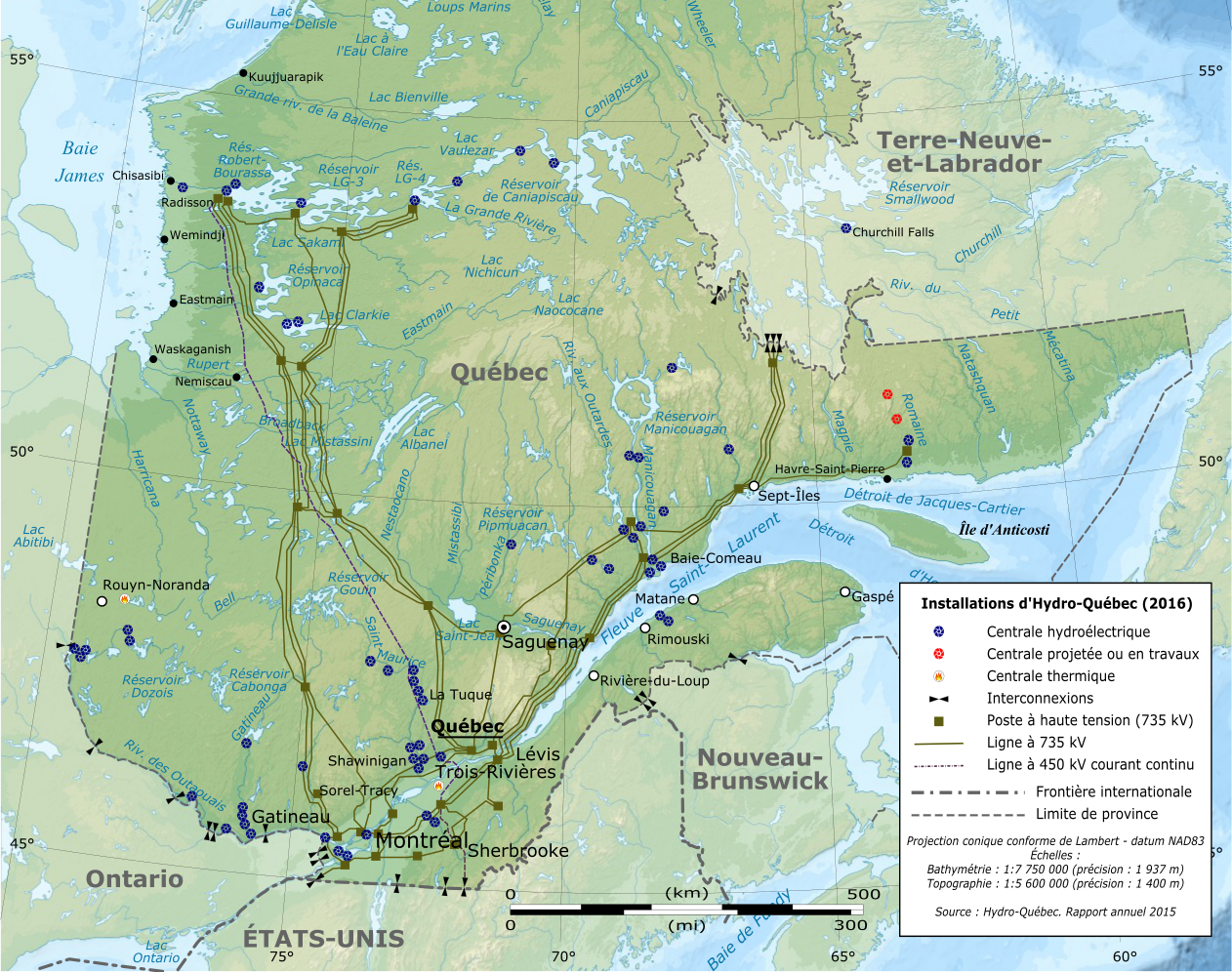
Les six grandes lignes à 735 kV du Réseau de transport de la Baie James semblent former la lettre X sur la carte du Québec.

Les centrales du complexe La Grande acheminent leur production aux consommateurs du sud du Québec par le biais du Réseau de transport de la Baie James, un réseau de lignes à haute tension et de postes électriques servant de trait d'union entre la production et la consommation. Le RTBJ est constitué de 6 lignes à 735 000 volts et de plusieurs lignes à 315 000 volts qui relient les centrales à un poste collecteur. Le dispositif est complété par une ligne courant continu haute tension (HVDC) qui relie les installations de production aux marchés de la Nouvelle-Angleterre.
Les bases du réseau ont été jetées dès la première phase de la construction du complexe La Grande, dans les années 1970. Le réseau initial comprenait cinq lignes à 735 kV, d'une longueur totale de 5 300 km, trois postes de départ et 15 postes de manœuvre ou de transformation. Cette nouvelle configuration du réseau de transport québécois a entraîné des travaux dans le sud du Québec, en particulier le bouclage de l'île de Montréal par une série de lignes et de postes à 735 kV. La construction de la première phase du réseau a coûté 3 126 millions $.
L'érection de nouvelles centrales dans le cadre de la phase 2 a nécessité une certaine reconfiguration du réseau construit durant la décennie précédente. Ainsi, les cinq nouvelles centrales ont été reliées par une ligne biterne à 315 kV à des postes du réseau à 735 kV: LG-1 et LG-2-A ont été branchées au poste de Radisson alors que les centrales Laforge-1, Laforge-2 et Brisay ont été reliées au poste Tilly, à quelques kilomètres de LG-4. Une sixième ligne à 735 kV, longue de 957 km a également été construite entre le poste de Chissibi, près de LG-3 et le poste de la Jacques-Cartier au nord de Québec.
Le poste de Radisson est également le point de départ du réseau multiterminal à courant continu, une ligne à courant continu de ±450 kV qui relie le complexe La Grande au poste de Nicolet sur la rive-sud du Saint-Laurent puis au poste de Sandy Pond, une localité située à l'ouest de Boston, au Massachusetts. L'érection de cette ligne permet de favoriser les exportations d'électricité sans avoir à relier directement le réseau 735 kV québécois aux réseaux voisins.

## Phase 2

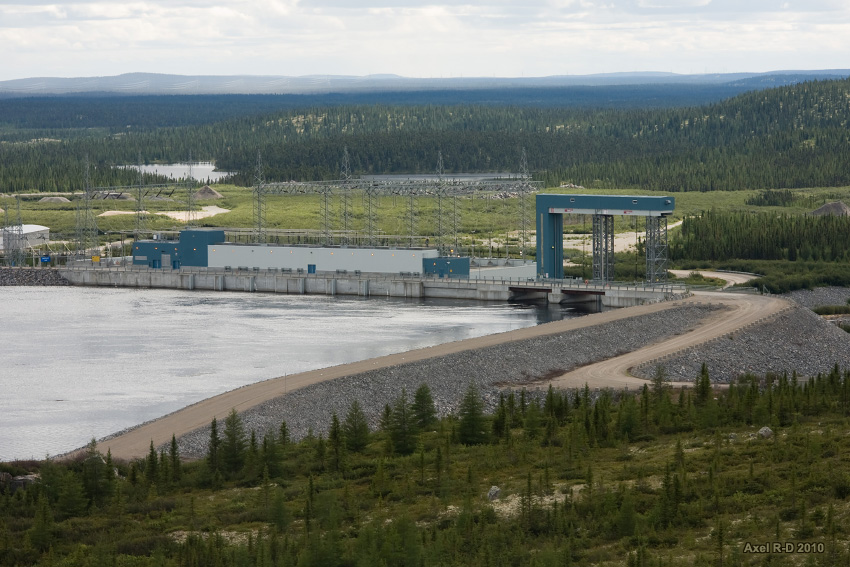
La centrale Laforge-2 est la dernière centrale à être construite dans le cadre de la deuxième phase du complexe La Grande. Elle a été mise en service en 1996.

Plusieurs facteurs expliquent la décision d'Hydro-Québec de scinder la construction du complexe La Grande en deux parties. Comme le rappelle la SEBJ en 1987, en signant la CBJNQ en 1975 Hydro-Québec s'engage à modifier l'emplacement de la centrale pour la construire à une trentaine de kilomètres en amont. La signature de la Convention de Chisasibi permet un retour de LG-1 au PK 37.
Par ailleurs, l'évolution de la courbe de charge au Québec indique que l'augmentation de la demande de pointe en hiver surpasse la demande d'énergie ce qui milite en faveur d'ajouts de puissance. Ce sera réalisé dès la phase 1 dans le cas de LG-3 et LG-4, mais l'ajout de groupes à la sortie du réservoir de LG-2 nécessitera la mise en chantier de la centrale LG-2-A à compter de 1985. Cette évolution du marché québécois augmente également l'intérêt économique de l'aménagement de deux centrales supplémentaires entre Laforge-1, prévue au plan de 1975. et le réservoir de Caniapiscau.
De manière plus générale, Hafsi et Demers ajoutent une explication économique en deux volets aux facteurs mentionnés par la SEBJ. L'impact combiné du premier choc pétrolier, des fluctuations de la demande agrégée, du taux d'inflation et du cours du dollar canadien ajoutent un élément d'instabilité qui rendent difficile la prévision de la demande d'un produit comme l'électricité. Ainsi, le plan de développement d'Hydro-Québec publié en 1980 prévoyait la mise en service de nouvelles installations d'une puissance totale de 35 658 MW au cours des deux décennies suivantes.
La deuxième phase du projet s’étend jusqu’en 1996 et comprend la construction de cinq centrales additionnelles sur la Grande Rivière et ses affluents (La Grande-1, La Grande-2 A, Laforge-1, Laforge-2 et Brisay) d’une capacité installée de 4 962 mégawatts. Trois nouveaux réservoirs d’une superficie totale de 1 618 km2 sont aussi créés, dont le réservoir Laforge-1 d'une superficie de 1 288 km2.
Les centrales de cette deuxième phase du projet produisent environ 16,1 TWh d’électricité annuellement et fonctionnent à 60 % ou 70 % de leur capacité maximale. À la fin de cette deuxième phase du projet de la Baie-James, la capacité installée de l'ensemble du Complexe La Grande est portée à 15 244 mégawatts et la production annuelle moyenne à environ 80,7 TWh.

### La Grande-1

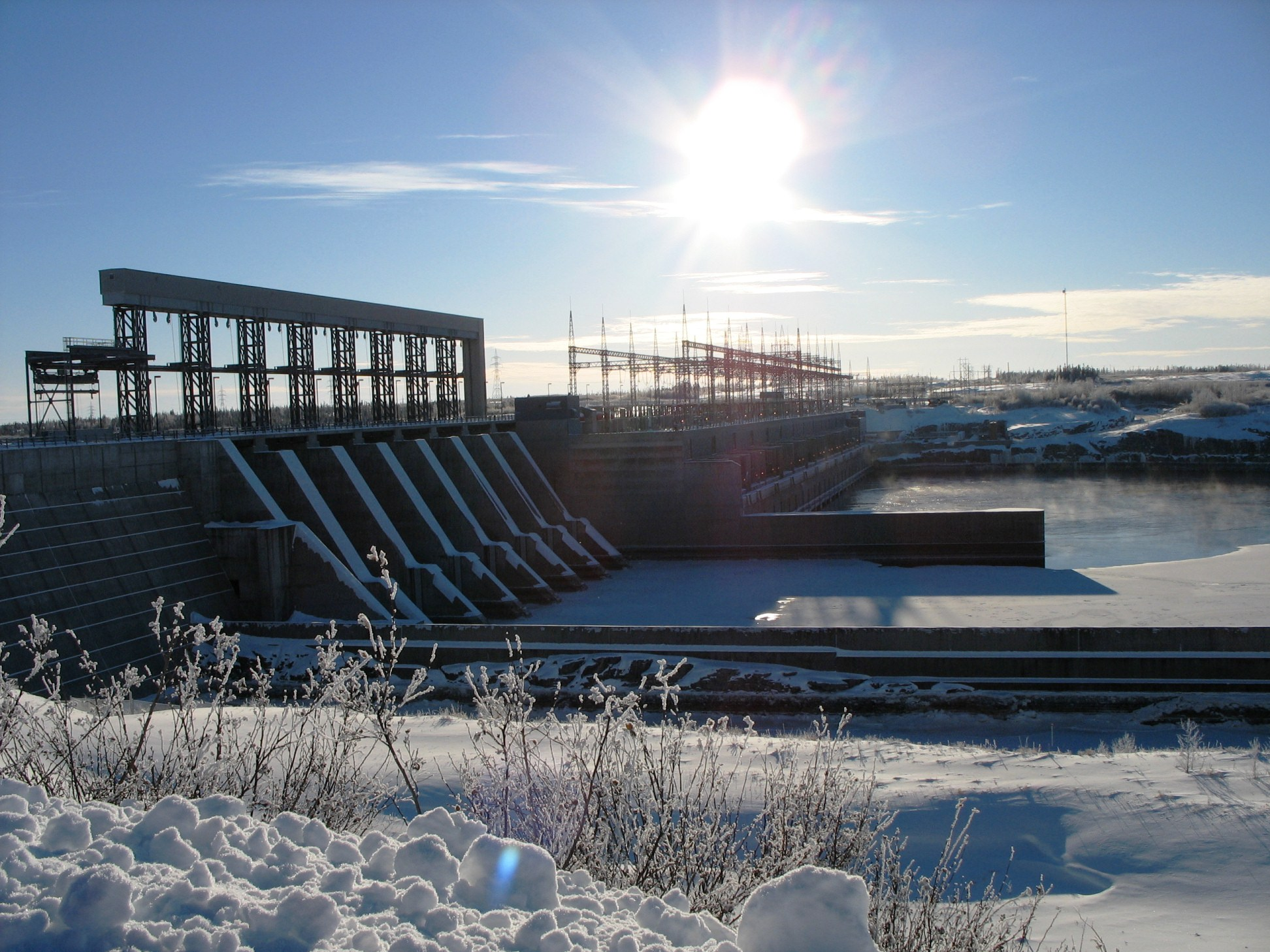
Prévue dès les plans initiaux de la première phase, la centrale La Grande-1 sera finalement mise en service en 1994-1995.

L'emplacement final et la construction de la centrale La Grande-1, située à 37 km de l'embouchure de La Grande Rivière et à 80 km en aval de l'aménagement Robert-Bourassa, est sans doute l'un des enjeux les plus complexes à confronter les bâtisseurs du projet de la Baie James. Bien que sa construction ait été annoncée dès les premiers avant-projets de 1972, elle a été construite plus de 20 ans plus tard.
Compte tenu de sa position à quelques dizaines de kilomètres de l'embouchure, les plans pour LG-1 ont fluctué au fil des ans. Et pour cause, puisque la construction de cet aménagement est le seul à provoquer le déplacement d'une communauté humaine. Un millier de Cris ont accepté de quitter de leur établissement de l'Île de Fort George en 1981 pour Chisasibi, un nouveau village érigé à 8 km, sur la rive gauche du fleuve.
| Version du projet et année                                        | Point kilométrique | Nombre de groupes | Puissance installée (MW) | Énergie annuelle (GWh) | Débit d'équipement (m3/s) | Hauteur de chute (m) |
| ----------------------------------------------------------------- | ------------------ | ----------------- | ------------------------ | ---------------------- | ------------------------- | -------------------- |
| Jugement Malouf (1973)                                            | 37                 | 8                 | 920                      | n/d                    | n/d                       | n/d                  |
| Complexe La Grande (1975) dans l'annexe du chapitre 8 de la CBJNQ | 71                 | 10                | 910                      | n/d                    | 4 304                     | 23                   |
| La Grande-1 révision 1 dans la Convention Chisasibi (1978)        | 37                 | 10                | 1 140                    | 7 200                  | 4 304                     | 28                   |
| Projet La Grande-1 (1986) dans la Convention complémentaire 7     | 37                 | 12                | 1 368                    | 7 200                  | 5 950                     | n/d                  |
| Projet de la Baie James, phase 2 (1987)                           | 37                 | 12                | 1 368                    | 7 400                  | 5 950                     | 27,1                 |

Dès 1972, la localisation de la centrale fait l'objet de débat lors de la requête en injonction déposée par les Cris. Dans la CBJNQ de 1975, le concept de complexe La Grande (1975) déplace la centrale de 34 km en amont pour la situer au point kilométrique 71 (mille 44). La convention prévoit 10 turbines de 91 MW pour une puissance installée de 910 MW.
La quatrième Convention complémentaire à la CBJNJQ, dite la Convention de Chisasibi, consacre le projet LG 1, révision 1. La convention signée le 14 avril 1978 prévoyait l'installation de 10 groupes au PK 37 pour une puissance de 1 140 MW. Bien qu'elle ne soit plus au programme de la phase 1 depuis 1978, l'aménagement d'un canal de dérivation est entrepris sur le site du PK 37 en 1979, lors du remplissage du réservoir La Grande-2.
Le concept établi par la Convention de Chisasibi a ensuite été modifié pour inclure 12 turbines et une puissance de 1 368 MW. Le projet LG-1 est entériné par la Convention complémentaire 7 du 6 novembre 1986 et sera finalement construit par la SEBJ au cours des années suivantes.
La centrale de La Grande-1 est une centrale au fil de l'eau avec une puissance installée de 1 436 MW en 2010. Construite entre 1988 et 1995, la centrale est équipée de 12 turbines Hélice. Elle compense une faible hauteur de chute (27,5 m) par le fort débit en aval de l'aménagement Robert-Bourassa, qui est passé de 4 300 m3/s à 5 920 m3/s avec la construction de la centrale La Grande-2-A, à la même époque. Cette forte corrélation entre la performance de LG-1 — qui ne dispose que d'un petit réservoir de 64 km2 —, et du complexe en amont fait dire à Hydro-Québec que l'exploitation des centrales La Grande-1, Robert-Bourassa et La Grande-2-A sont «indissociables».

### La Grande-2-A
Lors de la planification de la première phase du projet de la Baie James, il était prévu d'exploiter la centrale La Grande-2 à un facteur d'utilisation de 80 %. La révision à la baisse de la croissance des besoins québécois en 1978 force Hydro-Québec et la SEBJ à réviser les plans du complexe La Grande afin d'ajuster la production future au nouveau contexte énergétique, caractérisé par des pointes hivernales marquées. C'est ainsi qu'on ajouta des groupes supplémentaires à LG-3 et LG-4. Les travaux étaient toutefois trop avancés à LG-2 pour en réviser la conception afin d'en ramener le facteur d'utilisation à 60 %.
On entreprit donc des études préliminaires pour la construction d'une deuxième centrale sur le site du point kilométrique 117 qui utiliserait les mêmes biefs amont et aval. Elle est considérée comme un suréquipement de la centrale Robert-Bourassa, dont elle partage le réservoir, le barrage et l'évacuateur de crues. La Grande-2-A augmente le débit d'équipement au site, qui passe de 4 300 à 5 920 m3/s, mais ne modifie pas les niveaux d'exploitation du réservoir.
D'une puissance de 2 106 MW en 2010, la centrale La Grande-2-A (LG-2-A) a été mise en service le 1er octobre 1991. Cette centrale souterraine est aménagée à 1 km à l'ouest de l'autre centrale de l'aménagement Robert-Bourassa. Les 6 turbines Francis de 333 MW de LG-2-A fabriquées par GEC-Alsthom sont alimentées par des conduites forcées individuelles de 8 m de diamètres qui sont taillées dans le roc. La hauteur de chute de 138,5 m est légèrement supérieure à celle de la centrale voisine.
La centrale LG-2-A est d'une conception similaire à celle de LG-2. Néanmoins, certaines caractéristiques de la centrale construite en phase 2 divergent. Ainsi, la vitesse des turbines est passée de 133 à 150 tours par minute permettant de réduire la dimension et les coûts des turbines et des alternateurs pour un même rendement. LG-2-A est aussi équipé d'un poste de transformation 13,8-315 kV aménagé dans une caverne creusée près de la salle des machines, éliminant la nécessité d'aménager un poste de manœuvre en surface. D'autres aménagements, dont la localisation de la salle de contrôle, à l'extrémité de la salle des machines, permet d'avoir une vue d'ensemble du plancher des alternateurs.

### Brisay

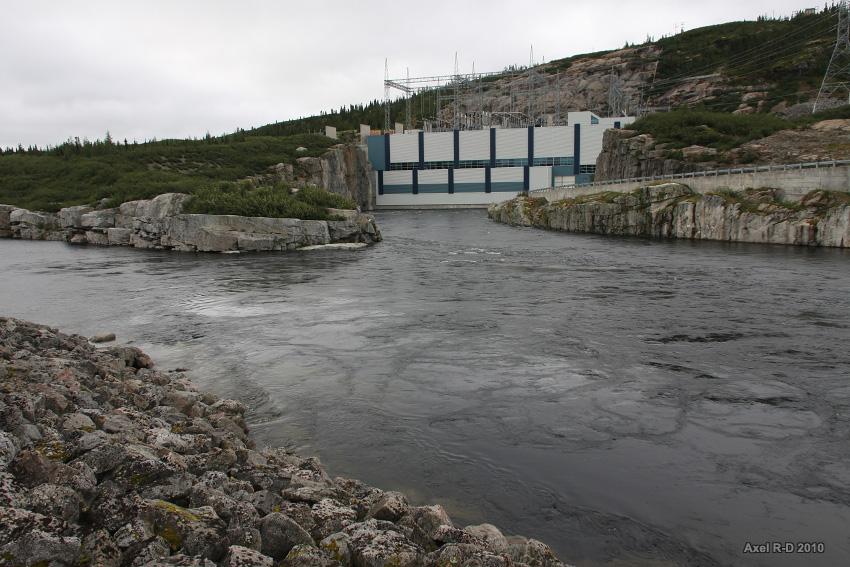
La centrale de Brisay.

## Phase 3
Informellement surnommée la «troisième phase de la Baie James» les travaux de construction de trois nouvelles centrales dans le sud du territoire s'est étalée sur 10 ans, entre 2002 et 2012.
Le projet Eastmain-1 étant mentionné brièvement dans la définition du complexe La Grande (1975) à l'article 8.1.2 de la CBJNQ, il n'a pas été assujetti à une évaluation environnementale. Les études d'avant projet ont été déposées en juillet 1991 et le gouvernement du Québec a délivré un permis de construction en mai 1993.
Les relations tendues entre le Québec et les Cris à cette époque ont toutefois retardé sa réalisation, qui devait suivre les travaux de la phase 2. Bien qu'Hydro-Québec ait remporté une victoire juridique en novembre 1992 lorsque la Cour d'appel fédérale a rejeté le pourvoi des Cris d'Eastmain qui réclamaient un examen environnemental du gouvernement canadien, la mise en chantier du projet a été reportée sine die.
Le 7 février 2002, le premier ministre du Québec, Bernard Landry, et le Grand Conseil des Cris, alors dirigé par le Grand Chef Ted Moses, ont signé la « Paix des Braves », afin de jeter les bases d’une nouvelle relation entre le gouvernement du Québec et les Cris de la Baie James.
L’accord prévoit la construction du dernier volet du projet original de la Baie-James, à savoir la construction d’une centrale hydroélectrique sur le cours supérieur de la rivière Eastmain, avec une capacité installée de 480 mégawatts, et d’un réservoir d’une superficie de 600 km2(centrale Eastmain-1 et réservoir Eastmain).

### Eastmain-1

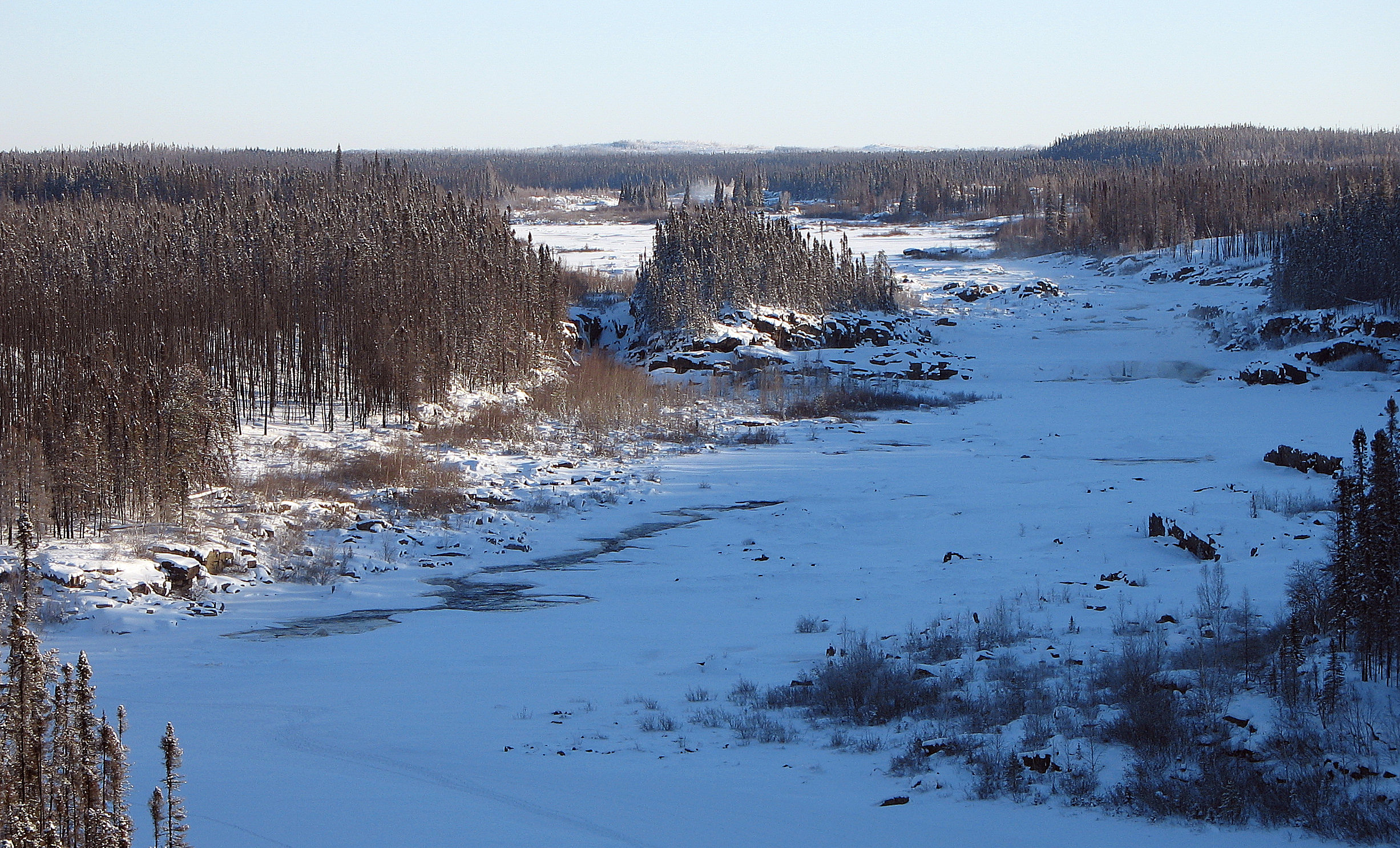
La rivière Eastmain, en décembre 2005.

La centrale de l'Eastmain-1 est une centrale de 507 MW aménagée sur la rivière Eastmain. Elle a été mise en service en 2007.
Lancés au printemps 2002, les travaux de construction des ouvrages de l'aménagement se sont poursuivis pendant 5 ans. La centrale d'une puissance de 507 MW est en service complet depuis avril 2007 et produit 2,7 TWh d'énergie annuellement.

### Eastmain-1-A–Sarcelle–Rupert

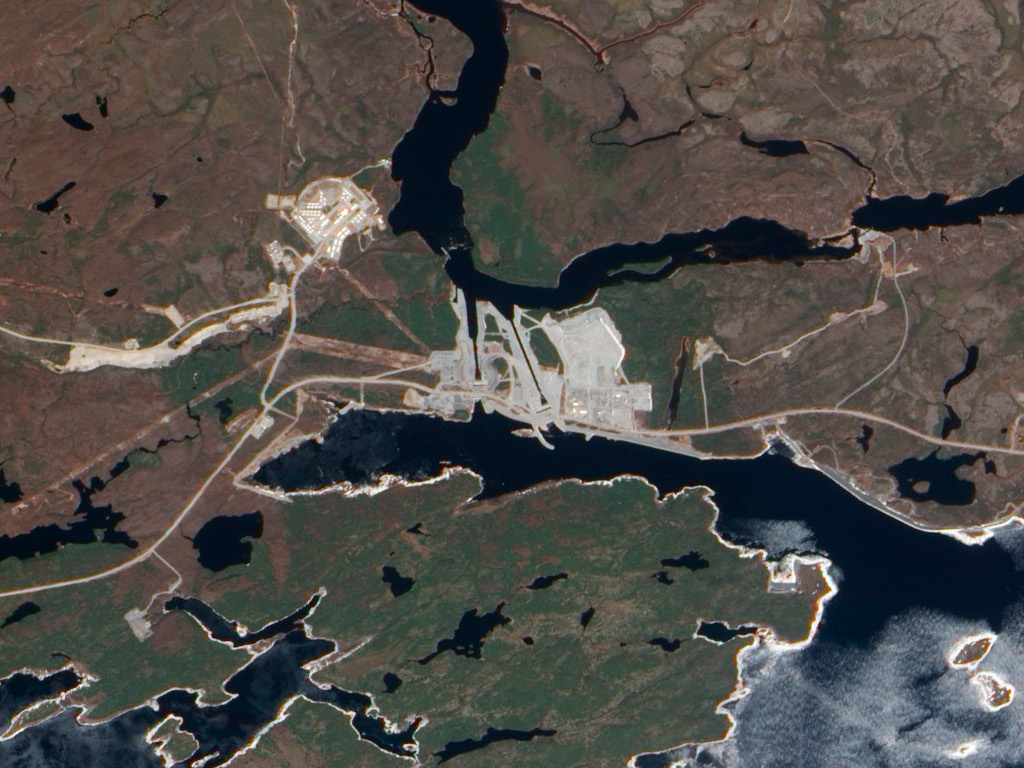
Les centrales électriques Eastmain-1 et Eastmain-1-A, à la veille de sa mise en service en 2011.

Le 11 janvier 2007, les travaux de construction des centrales hydroélectriques Eastmain-1-A et Sarcelle ainsi que les ouvrages nécessaires à la dérivation du cours supérieur de la rivière Rupert ont été officiellement lancés lors d'une annonce à laquelle participaient le premier ministre du Québec, Jean Charest, le président-directeur général d'Hydro-Québec, Thierry Vandal, et le Grand chef des Cris du Québec, Matthew Muskash. Le projet nécessitera un investissement d'environ 5 milliards $ entre 2007 et 2012. Ce projet prévoit la dérivation d'environ 50 % du débit de la rivière Rupert (et 70 % au point de la dérivation) vers le nouveau réservoir Eastmain et le complexe La Grande, ainsi que la construction de deux nouvelles centrales, Eastmain-1-A et Sarcelle, avec une puissance installée de 918 mégawatts. Des terres d'une superficie de 346 km2 seront inondées par le nouveau bief reliant le bassin versant de la rivière Rupert au réservoir Eastmain. Ces deux centrales produiront environ 3,2 TWh d'énergie annuellement et les centrales existantes de la Grande Rivière (Robert-Bourassa, La Grande-2 A et La Grande-1) augmenteront leur production d'environ 5,3 TWh, pour un gain net de 8,5 TWh.
La dérivation de la rivière Rupert a été autorisée par les gouvernements du Québec et du Canada à la fin de 2006 malgré l'opposition de certains Cris des communautés affectées (Waskaganish, Nemaska et Chisasibi) et de plusieurs groupes écologistes du sud du Québec. Les évaluations environnementales du projet de dérivation de la rivière Rupert, menées conjointement par les gouvernements du Québec et du Canada et des représentants du Grand Conseil des Cris du Québec, furent complétées en 2006. Les deux rapports d'évaluation étaient favorables au projet de dérivation. Les gouvernements du Québec et du Canada ont aussitôt donné leur aval à la réalisation du projet de dérivation de la rivière Rupert vers le complexe La Grande.
Le projet hydroélectrique a été rendu possible en 2004 a mis fin à tous les litiges qui opposaient le Grand Conseil des Cris et le gouvernement du Québec au sujet du développement du territoire de la Baie-James et a ouvert la voie à une évaluation environnementale conjointe du projet de la rivière Rupert. Le Grand Chef des Cris du Québec, Matthew Muskash, élu en 2005, s'est opposé par le passé au projet de dérivation de la rivière Rupert.
La centrale Eastmain-1-A est inaugurée le 28 juin 2012, en présence du premier ministre du Québec, Jean Charest, accompagné d'autres personnalités québécoises et de leaders cris. La centrale, d’une puissance installée de 768 MW, pourrait produire annuellement 2,3 TWh d’énergie, soit l'équivalent de la consommation annuelle en électricité de plus de 135 000 foyers québécois moyens,.

## Autres aménagements projetés
Il existe un potentiel supplémentaire de plusieurs centaines de mégawatts qui n'a pas été développé dans le complexe La Grande, en date de 2011. Dans le rapport-synthèse de la deuxième phase du projet, publié en 1996, la SEBJ évoque quatre autres projets de centrales dans la région du détournement EOL, pour un potentiel estimé de 600 mégawatts. Un de ces projets, la centrale de la Sarcelle avec une puissance estimée à l'époque à 97 MW, plutôt que 150 MW, qui entrera en opération en 2012
La Sarcelle s'ajoute à deux autres sites dans le parcours des eaux Boyd-Sakami qui ont été étudiés de manière préliminaire. Le premier, nommé Boyd-Sakami, serait située à la sortie du lac Boyd, à 45 km en aval de la Sarcelle. Les études préliminaires estiment qu'il serait possible d'installer deux groupes bulbe pour une puissance totale de 112 MW sous une chute d'environ 15,2 m.
Pont-Sakami pourrait ajouter 83 MW à la puissance du complexe. Situé à 175 km en aval de la Sarcelle, le site se trouve au croisement de la route d'accès à la centrale La Grande-3. La centrale utiliserait le lac Sakami comme bief amont.
Toujours selon le rapport de 1996, une quatrième centrale, Eastmain-2, pourrait être construite à la gorge de Prosper, au point kilométrique 360 de la rivière Eastmain. La centrale comporterait deux groupes Francis d'une puissance de 148 MW chacun. L'aménagement comporterait un réservoir de 300 km2 et le niveau maximal normal s'élèverait à la cote 326,1 m. La production estimée de la centrale serait de 1 390 GWh par année, pour un facteur d'utilisation de 53 %.

## Projets suspendus ou abandonnés

### Projet Nottaway-Broadback-Rupert (NBR)
Le projet d'aménagement hydroélectrique des rivières Nottaway, Broadback et Rupert, aussi connu sous l'appellation Complexe NBR, est envisagé dès le début des années 1960 par les ingénieurs d'Hydro-Québec. Il a fait l'objet de plusieurs études d'avant-projet à compter de 1967 et constituait l'alternative à la construction du complexe La Grande en 1971 et 1972. Le complexe figure au chapitre 8 de la Convention de la Baie-James et du Nord québécois de 1975.
Il comprenait la construction d'une dizaine de centrales hydroélectriques d'une puissance installée d'environ 8 000 MW et une production annuelle de 53 TWh. Neuf barrages étaient alors prévus sur la rivière Rupert, dont le premier à moins de 5 km du village de Waskaganish, ainsi que la dérivation des eaux de la rivière Eastmain vers la rivière Rupert, au sud.
Le lac Mistassini, le plus grand lac naturel du Québec et la source de la rivière Rupert, aurait été transformé en réservoir avec un marnage d'environ 11 mètres. Bien que cette zone était plus facile d'accès que celle de la Grande Rivière, le projet avait été reporté à la suite des études géologiques du terrain qui révélaient un sol d'argile sensible, type de matériau difficile à manipuler lors de constructions de l'envergure des barrages hydroélectriques.
La version du projet, tel que décrit dans la CBJNQ de 1975, prévoyait un maximum de six barrages et centrales sur la Rupert, à l'ouest de la route de la Baie James. Toutefois, des études supplémentaires remises à jour à compter de 1976 privilégient une variante axée sur la rivière Broadback, qui aurait reçu les eaux des deux autres rivières. Le schéma prévoyait 11 centrales d'une puissance de 8 700 MW qui auraient produit 46,5 TWh.
En 1990, Hydro-Québec a proposé une variante du Complexe NBR axée sur la construction d'une série de sept barrages sur la rivière Broadback et de deux barrages sur le cours supérieur du Rupert; entre-temps, le cours supérieur de la rivière Eastmain avait été détourné vers la Grande Rivière). Chacun des projets de 1975 et 1990 prévoyait la création de nouveaux réservoirs qui aurait entraîné l'inondation d'environ 4 500 km2 de terres[réf. nécessaire].
La signature de la Paix des Braves et de la convention Boumhounan en 2002 écarte définitivement la construction du complexe NBR en échange de la dérivation partielle du cours supérieur de la rivière Rupert vers le réservoir de l'Eastmain-1 et le complexe La Grande. L'abandon définitif est entré en vigueur au moment du début des travaux du projet Eastmain-1-A-Sarcelle-Rupert en 2007.

### Le projet Grande-Baleine
Pendant la construction de la deuxième phase du projet de la Baie-James, le gouvernement du Québec et Hydro-Québec ont annoncé leur intention de procéder avec la construction du Complexe Grande-Baleine, centré sur la Grande rivière de la Baleine, la Petite rivière de la Baleine et la rivière Coast, dans le Nunavik, au nord de la région de la Baie James. Prévu nommément au sous-alinéa e) de l'alinéa 8.1.3 de la Convention de la Baie-James et du Nord québécois de 1975, le Complexe Grande-Baleine comprend l’aménagement de trois centrales sur la Grande rivière de la Baleine, qui a une dénivellation de 400 m sur une distance de 370 km, la dérivation des eaux de la Petite rivière de la Baleine et de la rivière Coast vers le bassin versant de la Grande rivière de la Baleine et la création de quatre réservoirs hydrauliques. Les deux bassins versants ont une superficie totale de 59 000 km2, dont 20 % est couverte d'eau douce. La création des réservoirs, y compris le rehaussement du niveau du lac Bienville, aurait inondé environ 1 667 km2 de territoire, soit 3 % de la superficie des deux bassins versants.
Les chasseurs et pêcheurs cris et inuits des villages jumelés de Whapmagoostui et de Kuujjuarapik, à l'embouchure de la Grande rivière de la Baleine, auraient perdu certains territoires de chasse limitrophes, mais l’ouverture de nouvelles routes aurait facilité l’accès aux zones de chasse de l’intérieur et leur aurait permis de mieux répartir leurs activités de chasse et de pêche sur l’ensemble du territoire. En 1993, environ 30 % de l’approvisionnement en nourriture des habitants de la région provenaient encore de la chasse et de la pêche.
Avec une puissance installée de 3 210 mégawatts, les trois centrales du Complexe Grande-Baleine auraient produit 16,2 TWhd’énergie annuellement, dont 11,1 TWh à la centrale Grande-Baleine-1 à quelque 40 km des villages de Whapmagoostui et de Kuujjuarapik. Le coût total des études préliminaires et des études d’impact environnemental réalisées par Hydro-Québec et ses filiales s’élevait à plus de 250 millions de dollars canadiens.

#### Nouveau conflit avec les Cris
Les Cris de la Baie-James, qui étaient toujours en train d’assimiler les changements culturels et économiques massifs associés à l’ouverture de la route de la Baie-James en 1974, s'inquiétaient de l’impact du prolongement de la route de Radisson vers le village de Whapmagoostui et de la reprise des grands chantiers de construction dans la région. Dès le début des années 1980, le débit naturel de la Grande Rivière et des rivières Eastmain, Opinica et Caniapiscau avait subi des changements importants et environ 4 % des territoires traditionnels de chasse des Cris avaient été inondés par les réservoirs, dont 10 % des territoires des chasseurs du village de Chisasibi. Au même moment, l’accès aux territoires éloignés de la région du réservoir de Caniapiscau et de la frontière du Labrador, était grandement facilité par l'ouverture de la route de la Baie-James, la création des grands réservoirs, et l'utilisation de plus en plus intensive de motoneiges et d'avions de brousse par les chasseurs cris.
Les Cris de la Baie-James, dont les Cris de Whapmagoostui, et les Inuits du village de Kuujjuarapik se sont opposés avec fermeté à ce nouveau projet, craignant l'impact sur leurs communautés et sur l'environnement. Le Grand Conseil des Cris, dirigé par Matthew Coon Come, a intenté plusieurs recours contre Hydro-Québec, au Québec, au Canada et dans plusieurs États américains, afin d'arrêter le projet ou de faire stopper les exportations d'électricité québécoise vers les États-Unis. Ces poursuites devant l'Office national de l'énergie, la Cour supérieure du Québec et la Cour suprême du Vermont ont été déboutées,.
Parallèlement à l'action judiciaire, les dirigeants cris lancent une campagne de relations publiques agressive, attaquant le projet Grande-Baleine, Hydro-Québec et le Québec en général. Ils trouvent des alliés parmi les grands groupes écologistes américains dont Greenpeace, Audubon et le Natural Resources Defense Council (NRDC), auquel participe le fils de l'ancien ministre de la Justice américain Robert F. Kennedy Jr.
Particulièrement actif, le NRDC utilise le projet de Grande-Baleine pour lever des fonds auprès de ses membres et sympathisants en accusant Hydro-Québec, et par extension le gouvernement du Québec, de xénophobie, d'« armageddon écologique » et d'empoisonnement délibéré des Cris au mercure.
De son côté, l'organisme canadien Probe international a été accusé par le Tribunal international de l'eau d'Amsterdam d'avoir déformé un jugement en date du 20 février 1992 qui émettait des réserves par rapport au projet Grande-Baleine, dans le but de noircir la réputation d'Hydro-Québec.

#### Annulation du projet
La campagne des Cris et de ses alliés canadiens et américains, menée tambour battant aux États-Unis et en Europe, exaspère même les groupes écologistes québécois plus nuancés à l'égard du projet. Ils dénoncent les « grossièretés » du NRDC, les considérant comme de l'« impérialisme environnemental », selon l'environnementaliste David Cliche.
Matthew Coon-Come a admis au cours d'une conférence publique en mars 1994 qu'Hydro-Québec constituait un « problème mineur » et que sa véritable inquiétude était plutôt liée au statut politique des communautés autochtones. « Je veux un véritable partenariat, pas juste un contrat avec Hydro-Québec. Nous voulons vivre de nos ressources naturelles et pas de la charité des gouvernements », une opinion partagée par le président d'Hydro-Québec, Armand Couture.
Les Cris et leurs alliés américains réussiront à forcer la New York Power Authority à annuler un contrat de 5 milliards $ US qu'elle avait signé en 1990 avec Hydro-Québec. Le contrat prévoyait la livraison ferme de 800 mégawatts d'électricité à cet État américain entre 1999 et 2018.
Deux mois après l'élection de 1994, le nouveau premier ministre, Jacques Parizeau, annonce, le 18 novembre 1994 que son gouvernement suspend le projet de Grande-Baleine, affirmant qu'il n'est pas nécessaire pour répondre aux besoins énergétiques du Québec.

## Impact environnemental

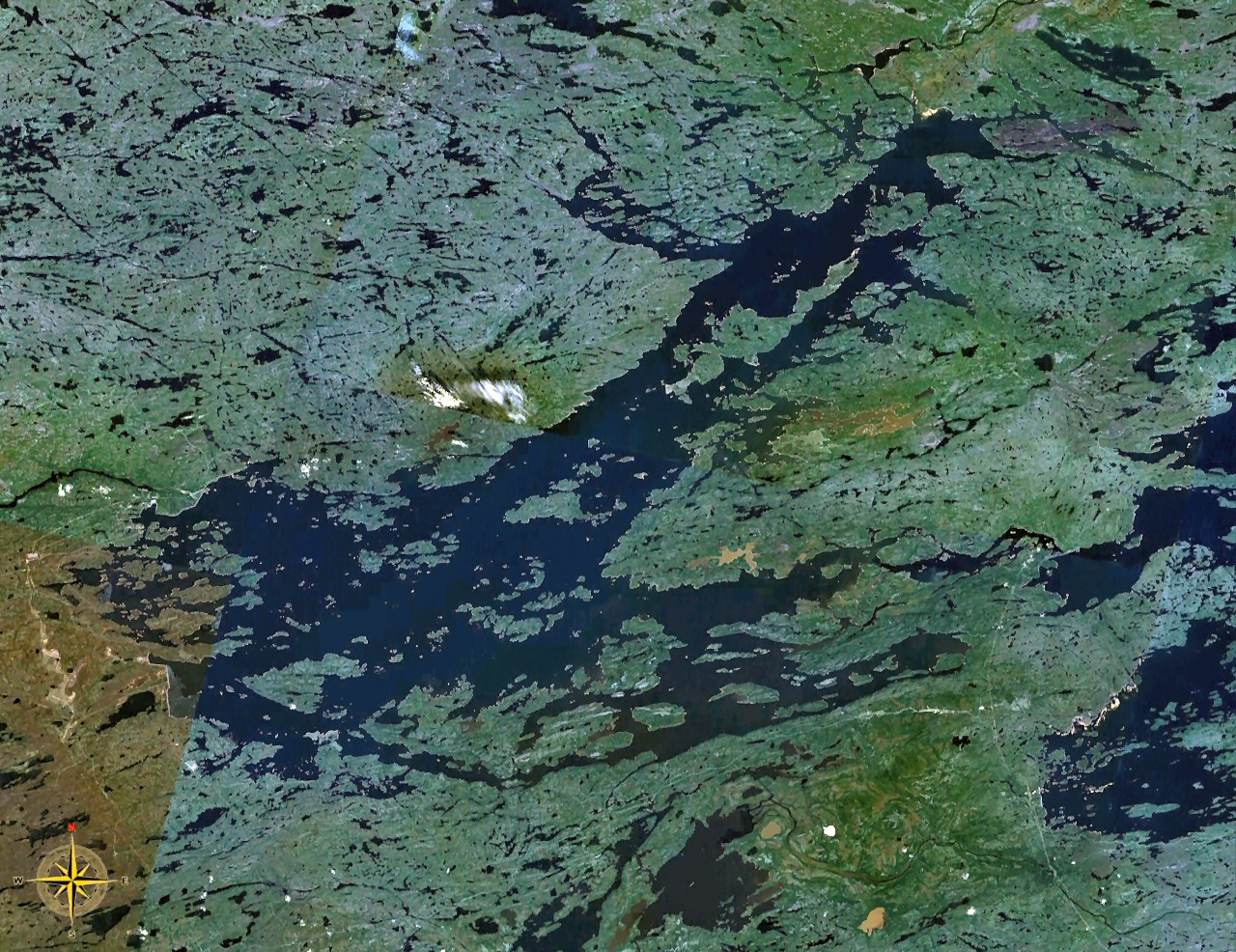
Réservoir de la Centrale Robert-Bourassa (LG2).

La construction du Complexe hydroélectrique La Grande comprenait la dérivation des rivières Caniapiscau, Opinica et Eastmain vers le bassin versant de la Grande Rivière et l’inondation d’environ 11 000 km2 de forêt boréale. Le débit de la rivière Eastmain à son embouchure a été réduit de 90 %, près du village cri d'Eastmain, celui de la Caniapiscau de 45 % à sa confluence avec le fleuve Koksoak, et celui du Koksoak de 35 % à son embouchure près du village nordique de Kuujjuaq. Le débit de la Grande Rivière, par contre, a été doublé, passant de 1 700 m3/s à 3 400 m3/s sur une base annuelle (et de 500 m3/s à 5 000 m3/s pendant l’hiver), près du village cri de Chisasibi, à l’embouchure de la Grande Rivière.
La construction de la première phase du complexe La Grande est le premier projet d'Hydro-Québec à considérer les impacts environnementaux des aménagements hydroélectriques. L'émergence d'un mouvement écologiste inspiré des États-Unis, la contestation judiciaire des Cris et Inuits et la controverse entourant Projet Champigny, un projet de centrale à réserve pompée sur la rivière Jacques-Cartier, près de Québec ont forcé le promoteur à se doter d'un service Environnement qui avait pour mission d'analyser les problèmes environnementaux, de conseiller les concepteurs, de surveiller les travaux et d'effectuer des travaux correcteurs.

### Mercure
L'activité bactérienne intense dans les années suivant la création des nouveaux réservoirs, qui dure habituellement de 20 à 30 ans en région boréale, convertit une partie du mercure présent dans la terre et les matières organiques submergées en méthylmercure (CH3Hg). Sous cette forme, le mercure est neurotoxique et s'accumule dans la chaîne alimentaire aquatique, notamment dans des espèces de poissons piscivores, tels que le grand brochet, le touladi et le doré jaune. Une partie du mercure qui se trouve dans tous les lacs, rivières et réservoirs du Nord québécois provient des émissions polluantes des centrales thermiques fonctionnant au charbon des pays industrialisés, notamment les États-Unis et le Canada.
Après la découverte de la présence de mercure à des niveaux élevés dans le sang des Cris de la région de la Baie-James, avant même la création des réservoirs sur la Grande Rivière, les autorités de santé locales ont dressé des consignes particulières concernant la consommation du poisson. Bien que la consommation du poisson sauvage est encore fortement recommandée par les autorités sanitaires, en raison de sa grande valeur nutritive, la capture de poissons à certains endroits spécifiques des nouveaux réservoirs est, pour l'instant, déconseillée et la consommation du poisson prédateur (ou piscivore) devrait être restreinte, surtout chez les femmes enceintes. Lors de certaines études de suivi, seuls quelques habitants du village cri de Whapmagoostui – qui mangent du poisson provenant des rivières vierges du Nunavik – affichaient encore un taux élevé de mercure. En 2005, le milieu aquatique des réservoirs du Complexe La Grande, dont l’âge moyen atteint 18 ans en 2005, ressemble de plus en plus à celui des lacs naturels de la région.
Les environnementalistes craignaient à l’origine que le projet de la Baie-James aurait un impact important sur les oiseaux migratoires; or, les réservoirs hydrauliques n’ont submergé que 1 % des zones utilisées par les oiseaux et leur population est demeurée stable depuis plus de 30 ans. De plus, le panache d’eau douce au large de l’embouchure de la Grande Rivière, qui est nettement plus grand en période hivernale, semble ne pas avoir d’impact significatif sur la vie aquatique et faunique de la région. Le réchauffement planétaire semble avoir un impact plus important dans cet environnement nordique que le changement du régime hydraulique de la Grande Rivière, empêchant par exemple la formation des banquises au large des côtes dont dépendent les phoques, près des villages de Whapmagoostui et de Kuujjuarapik à l'embouchure de la Grande rivière de la Baleine.

### Faune

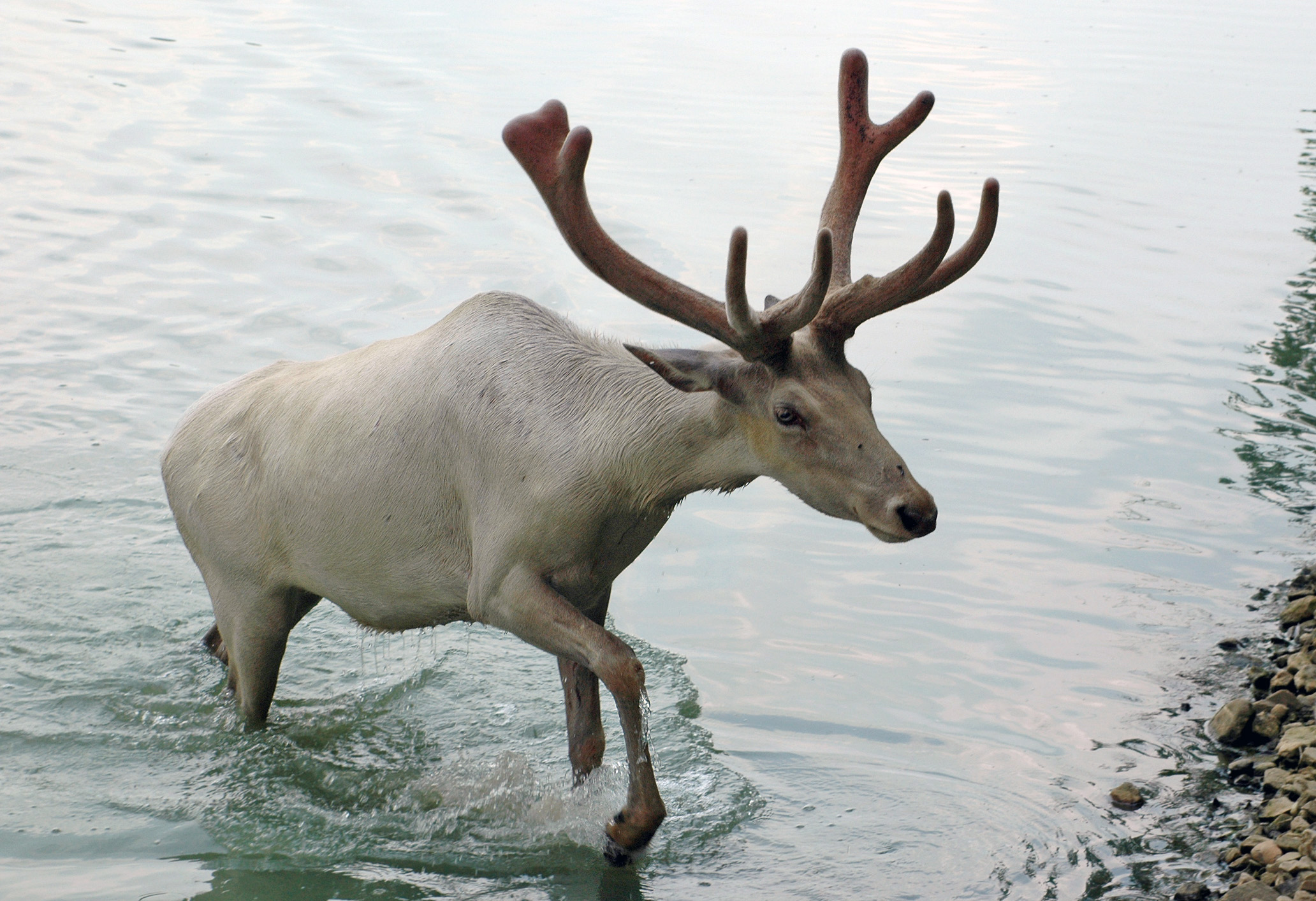
Caribou

#### Caribou
La SEBJ, Hydro-Québec et le ministère du Loisir, de la Chasse et de la Pêche ont réalisé des inventaires et des études de comportement du caribou (latin : Rangifer tarandus) sur le territoire du le projet depuis les années 1970. Selon ces études, présentées en 1992 lors du 59e congrès de l'Association francophone pour le savoir, les effets de la construction du complexe La Grande sur les populations de caribous sont négligeables.
D'autres études, comme celle de Messier et al (1988), tendent à démontrer par exemple que l'augmentation de la concurrence pour les sources de nourriture et la hausse de l'énergie nécessaire à l'agrandissement du territoire occupé sont des «facteurs probables de régulation» pour le troupeau.
Un incident en 1984 a toutefois provoqué une certaine controverse. Les 28 et 29 septembre 1984, 9 604 caribous se sont noyés en tentant de traverser la rivière Caniapiscau à la chute du Calcaire, à 400 km en aval de l'évacuateur de crues du réservoir de Caniapiscau. La mort d'environ 1,6 % du troupeau de la rivière George a été fortement médiatisé et a soulevé plusieurs questions sur l'impact du projet hydroélectrique sur les populations animales, certains observateurs faisant le lien entre la construction et l'exploitation du réservoir et les variations importantes du débit de la Caniapiscau enregistrés entre 1981 et 1984,.
Des études menées par le gouvernement et la SEBJ ont plutôt conclu que des précipitations exceptionnelles de la troisième semaine de septembre, telles qu'enregistrées à Nitchequon et à Schefferville ont créé «des conditions impraticables» pour une harde de caribous nombreuse et en proie à la panique. Par ailleurs, le débit de 3 145 m3/s mesuré le lendemain de l'événement — dont un débit supplémentaire de 1 475 m3/s en raison de l'ouverture du déversoir —, est inférieur à un débit naturel modélisé de 3 500 m3/s qui aurait été enregistré dans des conditions équivalentes si l'ouvrage hydraulique n'avait pas été construit.
En 2008-2009, le Ministère des Ressources naturelles et de la Faune du Québec (MRNF) a enregistré une prise de 16 830 caribous pour la province.

### Gaz à effet de serre

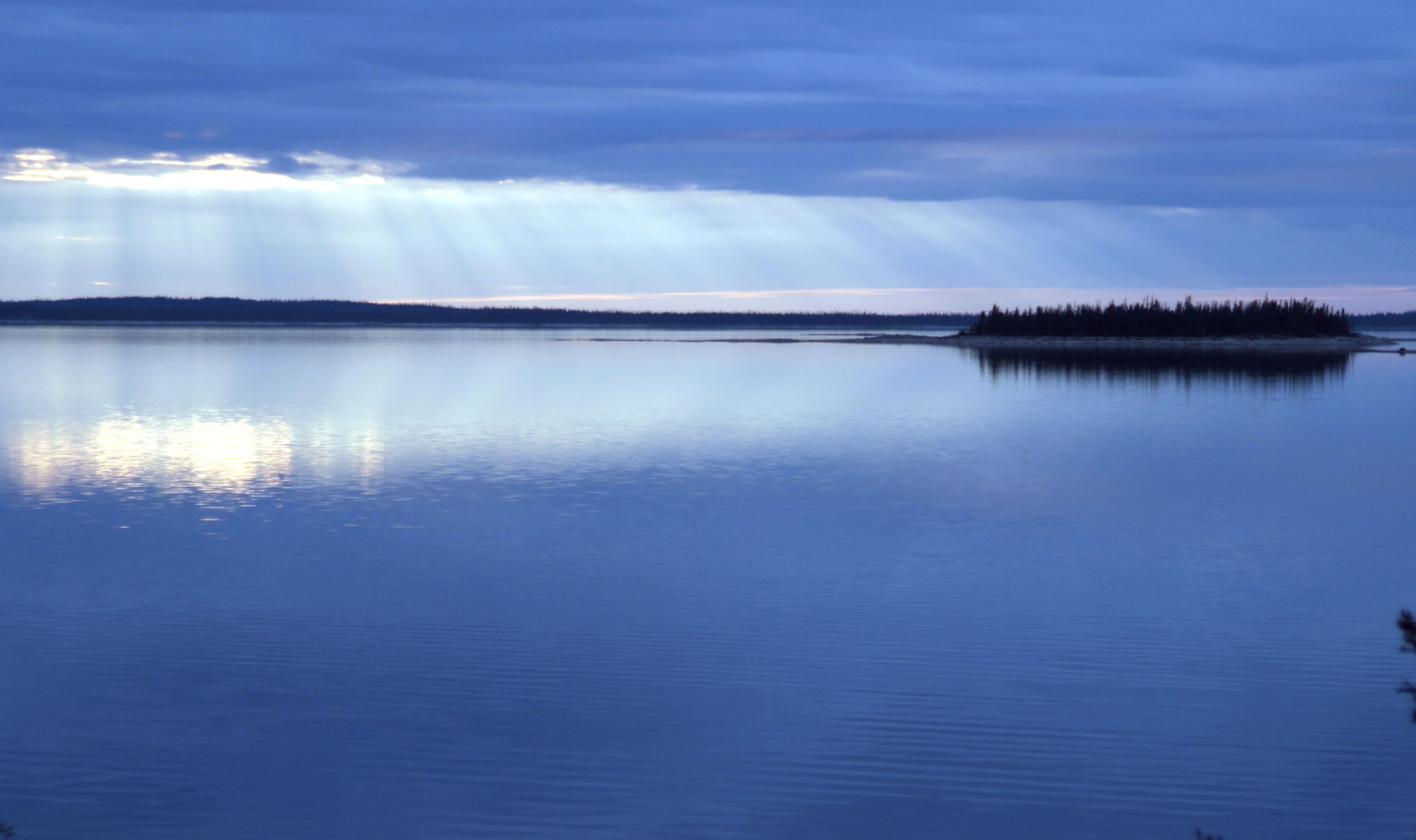
Réservoir de LG2.

Dans le sillage de la conférence de Kyoto sur les changements climatiques de 1997, s’est élevé un débat sur les émissions de gaz à effet de serre produites par les grands réservoirs hydrauliques, notamment à cause de la production de méthane par l’activité biotique du milieu aquatique. Toutefois, les émissions de gaz à effet de serre des grands réservoirs en région boréale représentent de 1 à 4 pour cent des émissions associées aux centrales thermiques fonctionnant au charbon et de 2 à 8 pour cent des émissions d'une centrale à cycle combiné fonctionnant au gaz naturel.
Finalement, les exportations d'électricité québécoise de 1989 à 1996, pendant la période où le Québec avait d'importants surplus d'électricité, ont eu pour effet d'éviter des émissions de gaz à effet de serre dans les centrales au charbon et au pétrole en Ontario, dans l'État de New York et dans les États de la Nouvelle-Angleterre, soit quelque 87 millions de tonnes équivalents de CO2.
Une vaste étude a été menée pendant 7 ans afin de quantifier les émissions de gaz à effet de serre émis par l'ennoiement du territoire consécutif au remplissage d'un nouveau réservoir, celui créé en 2005 dans le cadre de la construction de l'aménagement de l'Eastmain-1. L'équipe de 80 scientifiques a enregistré les niveaux d'émission avant, pendant et après la création du réservoir. Les émissions de GES des lacs naturels environnants ont également été mesurées. Les chercheurs confirment que les niveaux élevés qui suivent la mise en eau ont tendance à réduire rapidement pour atteindre des niveaux équivalents à ceux des lacs naturels à l'intérieur d'un délai de 10 ans.

## Impact social

### Populations autochtones

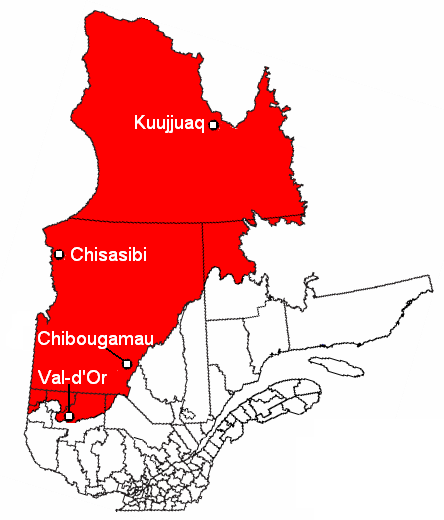
Territoire visé par la Convention de la Baie-James et du Nord québécois de 1975.

Le projet a entraîné des changements importants dans le mode de vie des Cris de la Baie-James, surtout chez les habitants des villages de Chisasibi et d'Eastmain, qui se trouvent en aval des aménagements hydroélectriques.
En novembre 1975, la signature de la Convention de la Baie-James et du Nord québécois représente un point tournant dans l’histoire des relations entre les Québécois d’origine européenne, établis dans la vallée du fleuve Saint-Laurent, et les Nations autochtones du Québec. Au moment où la chasse, la pêche et le piégeage étaient en déclin dans les villages cris de la région, à la fin des années 1960, le projet a fourni aux Cris les ressources financières et matérielles pour affronter les conséquences environnementales et sociales du projet et pour prendre en main le développement économique futur de leurs communautés en créant, par exemple, des entreprises de construction et de transport (Air Creebec). De 1975 à 1999, les Cris ont reçu des indemnités totalisant 450 millions de dollars (canadiens courants) et des contrats d'une valeur de 215 millions de dollars, tandis que les Inuits ont reçu des indemnités de 140 millions de dollars et des contrats d'une valeur de 120 millions de dollars.
Le projet de la Baie-James a aussi permis aux Cris de forger une identité collective et de créer des institutions politiques et sociales collectives, dont le Grand Conseil des Cris (Eeyou Istchee) en 1974. La Convention de 1975 a aussi créé des structures administratives et politiques pour les affaires locales, le développement économique, les écoles et les services de la santé, pour la plupart sous le contrôle de nouvelles institutions politiques régionales, l'Administration régionale crie dans la région de la Baie-James et l’Administration régionale Kativik au Nunavik.

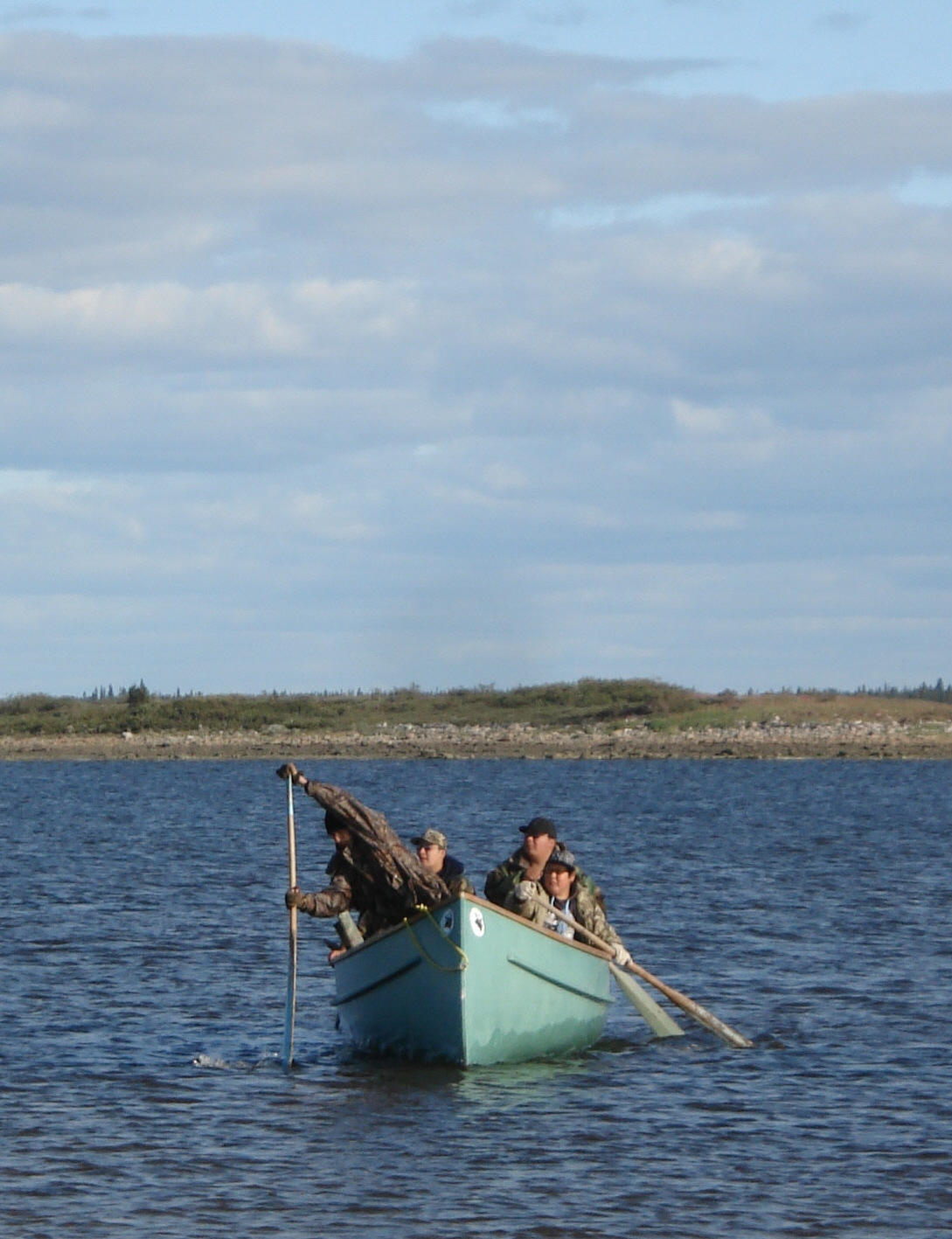
Cris de Chisasibi.

L’impact social du projet de la Baie-James lui-même demeure modeste par rapport à l'impact des contacts de plus en plus fréquents entre les communautés cries du Nord et les forces sociales et économiques du Québec francophone. L'impact principal découle de l’ouverture en 1974 de la route liant la ville de Matagami au nouveau centre administratif de Radisson, près de la centrale Robert-Bourassa (La Grande-2) et du village cri de Chisasibi. Pendant la période de pointe de la construction de la première phase du Complexe La Grande, vers la fin des années 1970, Radisson avait une population de 2 500 habitants, soit plusieurs fois supérieure[Combien ?] à celle de Chisasibi.
Néanmoins, les communautés cries encore isolées de la région de Baie-James ont milité en faveur de la construction de nouvelles routes afin de lier les villages de Wemindji, d’Eastmain et de Waskaganish à la route de la Baie-James, à environ 100 km à l’est. Ces dernières routes d’accès, ouvertes entre 1995 et 2001, ont facilité l’accès aux territoires de chasse et encouragé les échanges commerciaux et sociaux avec les villes du sud (Matagami et les villes d’Abitibi-Témiscamingue). Une route distincte relie aussi la route de la Baie-James à Chibougamau, via le village de Nemaska. La construction de ces nouvelles routes était généralement confiée aux entreprises cries de la région.
Le projet de la Baie-James a entraîné la construction de 2 000 km de route, 6 aéroports et 7 villages. Ces infrastructures ont entraîné une réduction subite des coûts associés au transport et ont ainsi ouvert la région de la Baie-James à l’exploration minérale et à l’exploitation de sa forêt boréale. Ces activités exercent des pressions supplémentaires sur les activités traditionnelles de chasse, de pêche et de piégeage dans la région, notamment dans les villages de Waskaganish et de Nemaska. Ces activités, qui représentaient plus de la moitié de l’activité économique des villages à la fin des années 1960, représentent moins de 20 % de l’activité économique à la fin du siècle. La chasse et le piégeage sont pratiqués surtout par les jeunes adultes et les adultes âgés qui n’ont pas de qualifications professionnelles. Ces activités sont aussi renforcées par un régime de soutien du revenu, financé par le gouvernement du Québec (15 millions de dollars par année), qui offre l’équivalent d’un modeste salaire aux chasseurs et à leurs familles qui vivent de la chasse pendant au moins quatre mois chaque année.

## Relations de travail
Les nombreux chantiers créés par le projet de la Baie-James furent fréquentés par près de 185 000 travailleurs dont 18 000 au plus fort des travaux. Les conditions de travail, au début précaires, furent grandement améliorées par les infrastructures construites par la SDBJ. Seulement à Radisson, on construisit une cafétéria pouvant servir 6 000 repas en 1 h 30.
Ayant appris à leurs dépens les difficultés des relations de travail sur les grands chantiers et les risques de retards associés à des mouvements de grève coûteux, les dirigeants d'Hydro-Québec cherchent des moyens afin de pacifier la vie de chantier à la Baie James. Ils espèrent signer un petit nombre de « conventions collectives de chantier » qui prévoient un mécanisme d'indexation des salaires sur une durée de dix ans en échange d'une « paix syndicale ». Des pourparlers s'amorcent en 1972 entre des représentants du gouvernement, d'Hydro-Québec et de la Fédération des travailleurs du Québec (FTQ), le syndicat qui représente la majorité des travailleurs du chantier.
Les négociations deviennent plus difficiles en 1973, lorsque la FTQ demande l'exclusivité de l'embauche par la création de bureaux de placement gérés par le syndicat. Hydro-Québec, qui embauche par le biais des bureaux de placement du gouvernement du Québec, ne peut accepter cette concession. Les deux parties se rencontrent une dernière fois le 22 août 1973. Les pourparlers, auxquels assiste pour la première fois le président de la FTQ, Louis Laberge, marquent l'échec du processus, le syndicat informant le gouvernement qu'il refuse de signer un contrat à long terme ou de renoncer à son droit de grève.

### Saccage de la Baie James
Le 21 mars 1974, l'intense concurrence syndicale entre la Fédération des travailleurs du Québec (FTQ) et de la Confédération des syndicats nationaux (CSN) pour représenter les travailleurs du chantier de La Grande-2 dégénèrent et une série d'actes de violence, passés à l'histoire sous le nom de « saccage de la Baie James ». Au cours de l'hiver 1974, une campagne de maraudage provoque des tensions sur le chantier de La Grande-2. Quelques heures après le début d'un conflit de travail sur le chantier isolé, un représentant syndical de l'Union des opérateurs de machinerie lourde (local 791), Yvon Duhamel détruit une roulotte et un dortoir au volant d'un bulldozer, coupe les conduites d'eau, renverse les trois génératrices au campement des travailleurs et provoque un incendie en renversant des réservoirs de carburant.
La destruction du campement force la SEBJ à évacuer le chantier. Des avions sont nolisés pour rapatrier les travailleurs à Val-d'Or, Matagami et Montréal dans les 48 heures. Environ 70 cadres restent sur place afin de limiter les dégâts. Ils maîtrisent les incendies et vidangent les conduites d'eau qui risquent de geler par des températures de −30 °C. Une des génératrices, essentielles au chauffage du campement, est remise en marche après 36 heures de travail. Les travaux de remise en état du site prendront plus d'un mois et coûteront « un peu plus de 32 millions $ ». La SEBJ ordonne la reprise des travaux le 8 mai 1974, 55 jours après les événements.
Une semaine après les événements, le ministre du Travail, Jean Cournoyer, institue la Commission d'enquête sur l'exercice de la liberté syndicale dans l'industrie de la construction. Aussi connue sous le nom de commission Cliche, elle était formée du juge Robert Cliche et des commissaires Brian Mulroney et Guy Chevrette.
Dans son rapport publié en mai 1975, la commission révélera plusieurs pratiques d'intimidation sur les grands chantiers de construction du Québec et pointe particulièrement du doigt la FTQ, quatre syndicats affiliés ainsi que le Conseil des métiers de la construction, dont le directeur général André Desjardins, qui démissionnera pendant l'enquête de la commission,.
Le rapport de la Commission Cliche n'a pas pour autant fait cesser les relations de travail houleuses qui ont caractérisé le chantier de la phase I, qui a été marqué par cinq autres conflits de travail, entre 1975 et 1980 :
- 14 février 1975 : Grève de 90 policiers de la municipalité de la Baie-James — 31 jours
- 20 août 1976 : Grève de 3 000 travailleurs de la construction — 20 jours
- 29 juillet 1978 : Grève des 180 gardiens de la municipalité de la Baie-James — 103 jours
- 17 mai 1979 : Grève de 700 inspecteurs — 70 jours
- 11 août 1980 : Grève de 1 100 employés de cuisine et de cafétéria — 30 jours

## Exportations d'électricité
Les exportations nettes d'électricité vers l'Ontario, le Nouveau-Brunswick, le Vermont et l'État de New York s'élevaient en moyenne à 14 TWh entre 1981 et 2005 et avaient atteint un sommet de 28,8 TWh en 1987 lors de la mise en service des plus grandes centrales du complexe hydroélectrique. En 2004 et 2005, cependant, les exportations nettes d'électricité ne s'élevaient plus qu'à 1,5 TWh et à 6,7 TWh respectivement, soit l'équivalent de 0,8 à 3,5 % de la consommation totale d'électricité au Québec, toute production confondue.